# きまぐれオレンジ☆ロード
『きまぐれオレンジ☆ロード』は、まつもと泉による日本の漫画。『週刊少年ジャンプ』（集英社）において、1984年15号から1987年42号まで連載された（ただし1986年42号から1987年11号まで休載）。また、特別編として「パニックin 銭湯！の巻」が『スーパージャンプ』1996年10号に、「ほんでもって とーめー恭介！の巻」が『週刊プレイボーイ』1999年44号にそれぞれ掲載された。2020年10月時点でシリーズ累計発行部数は2000万部を記録している。
漫画家・まつもと泉の連載デビュー作。超能力をもつ優柔不断な主人公・春日恭介と、かつて不良だった美少女・鮎川まどか、まどかの幼馴染みである檜山ひかるの三角関係を中心に物語が展開される。
1984年の連載開始以降、ヒロインの鮎川まどかを中心に人気を集め、1985年にはイベント『ジャンプ・スペシャルアニメ・大行進』用の作品として初のアニメ化。1987年にはテレビアニメ化され、劇場版アニメ、OVA、ラジオドラマなどといった各種メディアミックス作品も製作された。

## あらすじ
超能力一家の長男春日恭介は、父の隆、双子の妹まなみとくるみの4人家族。超能力が使えることは春日家だけの秘密事であり、超能力がバレるたびに春日家は転居を繰り返していた。くるみが以前の中学校で超能力を使い100メートルを3秒で走ったため、春日家は7度目の転居で新しい町にやってきた。
恭介が散歩がてらに石段を登っていると、真っ赤な麦わら帽子が飛んで来る。超能力でキャッチすると、その持ち主は少し大人びた美少女だった。恭介は石段の数を巡り女の子と軽い口論になるが、間をとるということで落着。別れ際、その帽子を「あげる、なかなか似合ってるよ」といわれ、名前も知らない彼女に恭介は一目惚れしてしまう。
後日、転校先の学校に向い教室の空席に座ろうとすると、そこは学校一の不良少女鮎川まどかの席だと注意される。放課後、部活を見学に行ったくるみが校舎裏で女の子たちに絡まれているのを知った恭介は、心配になって様子を見に行くと、そこには昨日出会った少女と檜山ひかるという少女がタバコを吸っており、くるみは2人を注意したのだった。昨日出会って一目ぼれした少女との予期せぬ再会に、昨日のことを話しかけようとするが、彼女は恭介のことを「知らない」と隠そうとする。ひかるが彼女にかける言葉で彼女が『鮎川まどか』であるとわかり、恭介は超能力で煙草の火を消し、「丈夫な赤ちゃんが産めなくなるぜ」と注意するが、まどかから頬を平手打ちされてしまう。恭介は麦わら帽子の女の子と不良少女まどかが同じ女の子だとは思えず戸惑うばかりだった。
まどかはクラスでも浮いた孤高の存在であった。容姿も良く、頭脳明晰、体育の授業ではまどかは運動神経の良さを見せ、他の生徒から一目置かれるものの、不良とみられ孤立していた。
男子の体育のバスケットボールの授業に参加した恭介はまどかの前でいいところを見せようとするが、超能力を使ってズルをするのを躊躇い超能力を使わなかった結果、シュートを外してしまう。それが原因で試合に敗北して、恭介は体育館で一人落ち込む。そこへたまたまタバコを吸いに来たひかるが体育館裏に現れる。「こんなのは超能力さえ使えば幾らでも入れられる」と、恭介が超能力で反対側のゴールに超ロングシュートを放つところをひかるが密かに目撃してしまい、憧れの気持ちから恭介に一目惚れしてしまう。
こうして、恭介、まどか、ひかるは微妙な三角関係となってしまう。ひかるはまどかと恭介が両片思いのような状態だとは知らずにまどかに相談を持ちかけ、まどかは妹のようなひかるを思う気持ちと気になる恭介の間で悩まされることになる。恭介はまどかに惹かれながらも、根が素直で可愛らしいひかるを邪険には扱えず、優柔不断な態度を余儀なくされる。
恭介は自分と同じ超能力者の祖父と過去にタイムスリップした際、小学生のまどかに赤い麦わら帽子を渡したのが自分だと知る。まどかの初恋の相手は恭介だった。
バンドでのテレビ出演やバイトが学校にばれて自宅謹慎中のまどかは、両親のいるロサンゼルスに旅立つことを決める。ひかるはまどかの初恋の相手が恭介と知ってショックを受ける。恭介はまどかにひかるへの気持ちを「Like or Love？」と聞かれ「ひかるちゃんはlike、鮎川は、あいしてる」と告白する。まどかが旅立つ日、空港に駆けつけたひかるは、自分のために身を引かないでくれと泣きながらまどかと抱き合い再会を願う。
翌年の春、大学に進学し石段を上る恭介の前に帰国したまどかがあらわれる。恭介が「Like or Love?」と聞くとまどかは「like!」と即答。その後に「ただし…限りなく……LOVEに近い…ね」と付け加え、恭介と口づけを交わす。

## 登場人物
声の項は、テレビアニメ版、OVA版、劇場版 / ジャンプスペシャルアニメ版 / ラジオドラマ版の順。なお、1人しか記載されていない場合はテレビアニメ版のみに登場したキャラクター（もしくはOVA版のみに登場したキャラクター）の声優とする。

### 主要人物
春日 恭介（かすが きょうすけ）
声 - 古谷徹 / 水島裕 / 堀川亮
1969年11月15日生まれ。本作の主人公であり、超能力一家・春日家の長男。ごく普通の男子に見えるが、超能力者である。以前通っていた学校で、妹の超能力が生徒たちに公然となってしまったのがきっかけで、家を引越し、高陵学園中等部3年に転校してきた。引越し後の初登校前日に自宅近辺の外を散策している時、長く続く階段で鮎川まどかに出会い、一目惚れした。高陵学園入学後まどかと同じクラスになりまどか日々の交流で益々惹かれていくが、その後まどかの幼馴染で後輩の檜山ひかるに好意を持たれ、人目を憚らないひかるの猛アプローチを受けるようになる。三角関係自体を良しとはしていないが、恭介がいずれか一人を選べば、まどかとひかるの長年来の友情に亀裂が生じることは避けられず、微妙な三角関係が形成されてしまうことになる。
優柔不断な性格だが、困っている人間を見たら男らしい行動もとるなど基本的に正義感が強い。 反面、酒に弱く、酒癖もかなり悪い方である。
使える代表的な超能力は、サイコキネシス（念動力）、テレポーテーション（瞬間移動、人・物）、クレヤボヤンス（遠隔透視）、プレコグニション（予知夢）、ヒュプノシス（自己催眠）、タイムリープ（過去、未来、場合によってはパラレルワールドへ移動。ただ自分の意志通りには使えず、偶発的に発動される）など。自身や他人がピンチになると、これらの超能力を使って乗り切ってしまうことがある（かえって裏目に出ることもある）。このようにさまざまな超能力が使えるが、テレパシー（精神遠隔感応）は使えず、他人の心を読むことはできない。ただし、自身が持つこれらの超能力は普段はできるだけ使わないよう心がけており、ピンチに陥った時や人助けなどに使用することが多い。超能力は恭介の母方家系から代々伝わった能力であり、春日一族が代々超能力を受け継ぐ一族だということは世間に知られてはいけない秘密事である。祖父母は超能力一族の秘密の島の近くに住んでいる。
後に、まどかの初恋は年上の命の恩人で、ファーストキスもその相手なのだと知らされ、その男にジェラシーを抱く。落ち込む恭介に、「買い物にいくから誘いにきた」と言う祖父の超能力で、過去と知らずにタイムリープさせられてしまう。タイムリープ後、公園でまどからしき女性が見知らぬ男とキスをしている場面に遭遇して動揺。傷心の中その場から走り去ろうとすると、公園の中でサッカーボールを持ち、ショートカットに短いデニムを穿いたボーイッシュな少女に出会う。キスしていた女性は、その少女の姉だと判明する。公園の「樹」が友達だと言うその小学生の少女のサッカーの相手をするが、「女の子ならもっと女の子らしくしなくちゃ男の子にもてないよ将来！」などとからかうように少女に対して発言する。その際、少女が蹴ったボールが樹の枝に引っ掛かかってしまい、彼女が樹に登って落ちそうになってしまう寸前で恭介が自分が下敷きになって助ける。彼女を助けた恭介は、街中の店でその少女が前から欲しかったという「赤い色の麦わら帽子」をその場で買ってプレゼントする。まどかからもらった赤い麦藁帽子みたいだとデジャブを感じながらも少女と公園に戻り、日が暮れるも祖父が見つからず、元の時代に帰れないと樹にもたれて途方に暮れて目を伏せる恭介に、その少女がキスをする。そして、「鮎川まどか」だと名乗り、過去のまどかだったことが判明する。その恭介と小学生のまどかの様子を見ていたボブカットの少女に「男の子みたいな女の子が好みなんだ！」と言われる。その少女の右目下にホクロがあり、過去のひかるだと判明する。この原作終盤のエピソードで、その後まどかとひかるの外見の嗜好が入れ替わったことと、最初の出会いでまどかが恭介にプレゼントした赤い麦わら帽子が、実は恭介がまどかにプレゼントしたものだと判明する。
まどか、ひかる、双子の妹たちと恭介の母方の祖父母の実家に遊びに来た際に、祖父母の実家近くの湖に浮かぶ小さい無人島に恭介は興味を持ち、まどかとボートで渡ろうとする。その島が「超能力者以外が渡ろうとすると、島の番人に一刀両断されるという古い言い伝えがある島」と知らず、二人は島の番人による試練（実は恭介の祖母が島の番人であり、彼女が試練を仕掛けた）に遭い、危機に合いながらも二人で協力して乗り越えた。その後恭介の母親の墓参りに来たときに、恭介の母のあけみはまなみとくるみを産んだ後すぐに亡くなったことが明かされた。このとき、恭介は「もし俺が超能力者だったらどうする？」とそれとなくまどかに超能力について打ち明けるが、「同じ春日くんだもん…どっちでもいーよ」とまどかは意に介さなかった。島に渡る前日には、「想い人が決まったら、その娘に渡したらいい」と恭介の母の形見であるペンダント（貧しかった隆が婚約指輪のかわりにプレゼントしたもの）を祖父から貰っており、そのペンダントは島に渡る途中のボートの中で、恭介がまどかに渡した。
終盤、まどかが従兄弟のバンドの代役で出たオーディション大会がきっかけでまどかのもとに芸能事務所からのスカウトが押し寄せ、学校前は大騒ぎになっていたことと、アバカブでのアルバイトが原因で停学処分になった（後にまどか自身が休学を申し出ており、停学は誤解と判明する）ことで事態が急展開する。答えの出ない三角関係に悩み、恭介を避けるようにまどかが行方不明になったことがきっかけに、平行して恭介の想い人を知っていたまなみがひかるに全てを話し、ひかるは恭介とまどかの本当の気持ちを知ってしまう。その後、恭介はまどかを見つけ優柔不断を返上すると宣言し、まどかに「あいしている」と告白。だが、まどかは既に音楽学校への留学のため渡米を決めていた。
最終話でまどかが渡米する空港で、まどかや見送りにきた恭介の友人や妹たちの前で、ひかるに土下座し今までの優柔不断を謝罪する。
それからしばらくした後、恭介は大学合格後、帰国したまどかと「100段階段」で再会し、「Like or Love?」と尋ね、「like! ただし…限りなく……LOVEに近い…ね」と回答を得て、口づけを交わした。コミックス版ではこのシーンで終了したが、『愛蔵版』『文庫版』では、自分は「超能力者」だということをまどかに明かそうとする寸前のような恭介の台詞で終わっている。
テレビアニメ最終話では原作の長編ストーリーの2つを組み合わせた、アニメオリジナルの展開になっている。まどかの父の病気でアメリカに行かなければならないまどかに「ずっと待ってる」と約束し、恭介と過去のまどかが初めて出会いファーストキスを交わした二人の想い出の場所となった樹の下で口づけを交わした。
鮎川 まどか（あゆかわ まどか）
声 - 鶴ひろみ / 島津冴子 / 桜井智
1969年5月25日生まれ。本作のヒロイン。初登場時、高陵学園中等部3年。ロングストレートヘアの、ミステリアスな美少女。恭介とはクラスメイト。性格は大人っぽく落ち着いているが、つかみ所がなく若干気まぐれなところがある。頭脳明晰でスポーツ万能、料理、裁縫などもうまく、さらには非常に高い音楽的素養を持つという、多方面への才能を持つが、幽霊や怪談が苦手という一面を持っている。歩けば道行く人が振り返り、アイドルの早川みつるに「芸能人にもいない」と認められるほどの顔もスタイルも抜群。世界的著名な音楽家の両親は海外に住んでおり、年の離れた姉と2人暮らしであったが、自身が中学三年時に姉が結婚してからは一人で大きな洋館に住んでいる。両親もしくはいずれかが、まどかを渡米させようと説得のために来日しているが、頑なに拒否している。喫茶店「abcb（アバカブ）」でウェイトレスのアルバイトをしている。
恭介が引越ししてきた初日に「100段階段」で初対面の恭介に赤い麦藁帽子をあげた。恭介に麦藁帽子をあげた翌日校内で恭介と再会した時には、階段で出会った時に見せた印象が全く違い、不良少女で喫煙していたが、恭介から「丈夫な赤ちゃんが生めなくなる」という言葉を受けて以降は全く吸わないようになり、不良っぽい面もほぼ無くなり、徐々に本来の優しさを取り戻す。不良っぽい行動が無くなった後も学内では不良と誤解されており、孤高に近い存在。恭介との交流から恭介に好意を抱くようになるが、幼馴染で妹のように可愛がるひかるも恭介に好意を持ってしまい、二人の間で悩まされることになる。
幼い頃はパーカーに太股上のデニムの短パン、ショートカット、サッカーボールで常に遊んでいるボーイッシュな外見であったが、過去にタイムリープした恭介の発言がきっかけで、女の子らしい服を着るようになり、髪を伸ばし女の子らしく振る舞うようになっていった。赤い麦藁帽子はまどかが小学6年生の時に過去にタイムリープした恭介から買ってもらった物で、後に初対面となる未来の恭介にあげるまでとても大切にしていた。また初恋の相手もファーストキスの相手も過去にタイムリープした恭介である。
原作では終盤、従兄弟のバンドのヴォーカルの代役で出場したオーディション大会で芸能関係者の目にとまったことで、学校にも芸能関係者やマスコミが押し寄せるようになっていた。このことや校則で禁止のアルバイトをしていたことも学校に公然となり、学校に迷惑をかけたことを理由に「謹慎させて欲しい」と一方的に休学し、行方不明になるが、答えの出ない三角関係に悩んだ末の行動でもあった。恭介からは渡米前日に愛の告白を受けるが、音楽の勉強のため渡米することを明かす。渡米当日に見送りに来たひかるとは、全てを知った後でも絆は変わることはなかった。
翌春、帰国し、恭介の「Like or Love?」という問いに「like! ただし…限りなく……LOVEに近い…ね」と答え、口づけを交わす。
テレビアニメ最終話では原作の長編ストーリーの2つを組み合わせた、アニメオリジナルの展開になっている。父の病気でアメリカに行かなければならないまどかを恭介は「ずっと待ってる」と約束し、恭介と過去のまどかが初めて出会いファーストキスを交わした二人の想い出の場所となった樹の下で口づけを交わした。
檜山 ひかる（ひやま ひかる）
声 - 原えりこ / 小粥よう子 / 今井由香
1971年11月15日生まれ。初登場時、高陵学園中等部1年。右目下にある泣きボクロとボーイッシュな栗色ショートヘアが特徴の、底抜けに明るい性格の少女。恭介、まどかとは2学年下でまなみとくるみの同級生。まどかの幼馴染であり、一人っ子であるためまどかを姉のように慕っている。火野勇作も二人の幼馴染みで幼少期は三人でいることが多かった。
恭介と初めて出会ったのは校内でまどかと喫煙中の時であり初対面では恭介に全く興味はなかったが、後日、恭介が人の気配がない体育館の中で超能力を使ってバスケットゴールにスーパーロングシュートを決める姿を体育館裏で偶然見かけたことで、スーパースポーツマンという誤解から恭介に好意を抱くようになる。恭介を「先輩」または「ダーリン」と呼び、恭介へのアプローチも非常に積極的で、所構わず抱きつく。交換日記を恭介に強要しようとしたり、くまのぬいぐるみ「くまゴロー」を大切にしていたことなど性格的に幼さがあり、本人も「幼い」と言われることを気にしていた時がある。
初対面時に恭介がまどかを知っている様子だったのに対して、まどかが「こんなヤツ知らない」と答えたのを真に受けており、二人が惹かれあっているとは夢想だにしておらず、恭介との交際について相談を持ちかけるなどしてまどかを悩ませている。また幼馴染みの火野が昔からひかるに片思いしている気持ちにはまったく気づいていない。
まどかとは見た目も性格も正反対のタイプであり、単純素直で明朗活発、場を明るくするムードメーカー的なところもある。まどか同様最初は不良だったが、恭介に出会ったことで時々、啖呵を切るなど不良っぽい言動は出るものの、改心した。その明るい性格から小松や八田、くるみなど、恭介の周辺人物からも気に入られている。幼少のころはスカートをはき、肩までのボブカットの女の子らしい外見であったが、過去にタイムリープした恭介と出会い、恭介とまどかがキスする場面を目撃したことがきっかけで、ショートカットヘアのボーイッシュな容姿へと変わった。
ヴォーカル・バンドのオーディション大会が開催された際に一人で出場しており、可愛らしいと好評だったものの、歌が音痴と判明する。同じくオーディションに出たくるみと二等賞を取った（優勝はまどかたちのバンドだったが、まどかが代役だったために本来のバンドの形ではないと賞が発表される前に自ら帰ってしまい、優勝はなしとなった）。勉強はあまりできず、くるみと同程度。二人で追試を受けたことも。絵は上手なようでまどかの顔を描いてまどかにプレゼントしたことがある。
恭介、まどか、ひかるの微妙な三角関係に気づいている人たち（アバカブのマスター、まなみ）は恭介やまどかの本当の気持ちについてひかるを傷つけることになるためひかるには内緒にしていた。劇中終盤でさゆりの些細な一言がきっかけで、まなみの口から街に来て恭介が好きになった娘が「赤い麦わら帽子をくれた女の子」（＝まどか）であることと、まどかが初恋の人から貰った大切な赤い麦藁帽子が、ずっと恭介のところにあったという事実に打ちのめされる。その後、泥酔したまどかがマスターに本音を語るのを聞いてしまったり、恭介へかけた無言電話で、一言目で「鮎川なんだろ」と恭介に言われたことで失恋を確信して泣き崩れる。火野と原田がひかるを巡る7度目の決闘を終えた場面に遭遇し、自分が失恋したことを告げるが「こうやって喧嘩して待ってるから、少しでも俺たちの方を向いてくれよ」と返される。まどかが自分を思うあまり思い詰め、留学のため渡米することを知って見送りのため空港に駆けつけ、同じく見送りに来ていた恭介から土下座して謝罪される。恭介に平手打ちし、まどかに対してもこれまでのことを「水くさいじゃないですか」と怒るように話すも、赤い麦わら帽子をまどかに返して自分と恭介のために早く帰国するよう言った。

### 春日家
春日 まなみ（かすが まなみ）
声 - 富沢美智恵 / なし / 宮村優子
恭介の2学年下の妹の1人で超能力者。くるみとは双子で姉の方。髪型はポニーテールで眼鏡をかけている（ただし、一度だけ眼鏡を外して髪型を変えたことがある）。
稀に双子のくるみとミーハーに騒ぐこともあるが、基本的に性格は正反対で、常識人でしっかりもの。誰にでも優しく、母親のいない春日家の母親代わりで家事は全部一人でこなしている。夏休みは早めに夏休みの宿題を終わらせて、残った日に遊ぶタイプ。
原作では一時まどか派になり、恭介の相手にひかるを推すくるみと言い争いをした。
恭介とまどかが相思相愛の関係だという事実には原作終盤には薄々気づいていた。と広瀬さゆりが恭介とまどかの関係をひかるとまなみたちの前で暴露したが、ひかるとくるみはありえない話だと爆笑し、まどかにもこのことを教えようと言い出したことで、涙ながらに「それだけはやめて」と発言、意を決してひかるに恭介が持っている赤い麦わら帽子に纏わる秘密を明かし、その後恭介にもひかるに全て話したことを伝えた。
春日 くるみ（かすが くるみ）
声 - 本多知恵子 / なし / 本井英美
恭介の2学年下の妹の1人で超能力者。まなみとは双子で妹の方。髪型はセミロング。
性格上、すぐに超能力を使ってしまう。双子だが性格は正反対で、おてんばで性格は小学生並に子供っぽく、好奇心旺盛。春日家の問題児で、何度も恭介やまなみを振り回しトラブルを起こした。春日家の引越しの要因を作った張本人でもある。催眠術も使う（主に恭介にかける）。家事炊事の腕前は壊滅的で、シチューを作る時に野菜を切らずにそのまま入れてしまうほど。勉強も非常に苦手でひかると共に追試を受けている。夏休みは、遊びまくって30日になって夏休みの宿題を焦ってやるタイプ。
原作では一時ひかる派になり、恭介の相手にまどかを推すまなみと言い争いをした。
ヴォーカル・バンドのオーディション大会が開催された際に一人で出場しており、可愛らしいと好評だったもののインタビュアーから小学生と勘違いされ、激怒。同じくオーディションに出たひかると共に二等賞を取った。
原作終盤でも恭介とまどかの気持ちは全く気付いておらず、恭介とひかるがカップルだと信じて疑っていなかった。
春日 隆（かすが たかし）
声 - 富山敬
恭介の父で写真家。初登場時40歳。まなみ、くるみが産まれた直後に妻のあけみを亡くし、男手1つで3兄妹を育てた。一家の超能力はあけみから遺伝したものであり、隆にはその能力はない。非常に温和な性格。ただし、子供が見過ごせないやんちゃをした時には叱咤するなど、叱る時は厳に叱るタイプ。仕事は風景専門のカメラマンであり、特に女性は被写体にしない主義だが、まどかやひかるにモデルを頼んだことも。『新きまぐれオレンジ⭐︎ロード』では未登場となっている。
おじいちゃん
声 - 緒方賢一
恭介の母方の祖父で田舎で暮らしている。性格はおちゃめ。恭介がまどかたちを連れて遊びに行くことが時々ある。田舎でくらしているせいか、超能力を日常茶飯事に使うことに慣れてしまっているため、うっかりまどかたちの前でも使ってしまい恭介は苦労する。使える超能力の種類はほぼ全能で、力も強力、恭介がコントロールできない時間移動も自由に使いこなす。
おばあちゃん
声 - 鈴木れい子
恭介の母方の祖母で、おじいちゃんの妻でやはり超能力者。はめを外しやすいおじいちゃんのブレーキ役でもある。住んでいる田舎の村の近くに超能力一族の全ての秘密が隠された先祖代々の島があり、超能力一族以外の侵入者に近づかせないように島を守る番人で、恭介と共に島に渡ろうとしたまどかを超能力で雷を操り襲った。
一弥（かずや）
声 - 坂本千夏 / 三田ゆう子 / なし
恭介のいとこであかねの弟。超能力者。顔、髪型は恭介と瓜二つであり、外見は子供の時の恭介と言われても通用するほどである。しかし性格はマセていて小生意気な少年。恭介には本来のマセた態度で接するが、まどかたちの前では猫をかぶり年相応のキャラを演じる。恭介の超能力に加え（原作ではテレポーテーションは使えないことを想起させる描写あり）、恭介には使えないテレパシーの能力を持ち、その他の超能力の威力も恭介よりかなり強く、恭介いわく「大超能力者」。恭介と頭をぶつけて人格が入れ替わったことが何度もある。登場する度にトラブルを起こすトラブルメーカーでもあり、テレパシーによって恭介やまどかの気持ちをある程度わかっているため、その仲を進展させようと余計な世話を焼いたり、自分勝手な都合でトラブルを起こす要因になることがほとんどである。あかねとは長らく関わりはなく、お互い単独で登場するのみだったが、原作中盤の恭介が高校1年生の夏休み最終日で姉弟と判明する。
テレビアニメでは春日家と同じマンションの隣の部屋に住んでいるが、原作では別の場所に住んでいる。テレビアニメ版では第24話で初登場し、準レギュラーで登場しているが、OVA版には登場しないため、原作以外ではあかねとの姉弟描写はない。
あかね
声 - 松井菜桜子
原作、OVAに登場するキャラクター。原作では一弥より遅れて初登場。
恭介のいとこで一弥の姉。男勝りな性格。見た目もボーイッシュ寄りであり制服の時以外はほとんどズボンを穿いていることが多い。超能力者で、変身能力を持つ。変身能力は、任意のターゲット一人に催眠術をかけ自分を別の人間に見せる（ターゲット以外の周辺の人たちには影響しない）という独特の能力である（原作ではターゲットが一人に限られるのだが、OVAでは小松、八田の2人に同時に使うシーンがある）。一弥と同じく登場する度にトラブルを起こすトラブルメーカー。ただし一弥と違いテレパシー能力は無いため、恭介やまどかの気持ちを知らず、勝手に恭介とひかるをくっつけようとしたり、余計な世話を焼いたりしてトラブルの要因になる。同性愛の気があり、同性のまどかに惚れている。一弥とは長らく関わりはなく、お互い単独で登場するのみだったが、原作終盤で姉弟と判明する。
アニメではテレビシリーズには登場せず、OVA『ハリケーン!変身少女あかね』『思いがけないシチュエーション』のみに登場。原作とアニメでは髪型が異なっている。原作ではセミロングの髪だが、アニメではサイドが短く一人称は「僕」になっていて、ボーイッシュさが強調されている。
ジンゴロ
声 - 緒方賢一
アニメと続編小説のみに登場するオリジナルキャラクター。春日家の飼い猫。一家（大抵はくるみ）の超能力の被害に遭うことが多い。外見は太った白地に茶色のブチ。好物はフライドフィッシュ。寝る時は恭介のベッドで寝ている。別れた母猫を恋しく思っている。

### 高陵学園
小松 整司（こまつ せいじ）
声 - 難波圭一 / なし / 岩田光央
恭介のクラスメイトで悪友。ニキビ顔で天然パーマ。非常に明るい性格。スケベで、学園の女子生徒の情報にやたら詳しい。悪友である八田とともに度々くるみやまなみにアプローチをかけるが、ほとんど相手にされない。まどかを不良と見て嫌っている。学校の昼食時に販売される「幻のカツサンド」が大好物。幼少期は成績優秀であり、同年代の女の子にももてていたが、あるきっかけが元で序々に今の性格になってしまった。
恭介と一緒にいてもまどかのことは現在も不良と誤解して嫌っており、まどかには余所余所しい態度で接する。終盤になってもまどかが代役でオーディションに出場したことで一人だけ停学処分になったことも「不良」という言葉で済まそうとするが、八田に「鮎川が最近不良と思えない、もっといいやつなんじゃないか」という発言を聞き考えを改め、まどかの停学処分を解くよう職員室で教師に訴えた。
八田 一也（はった かずや）
声 - 龍田直樹 / なし / 山崎たくみ
恭介のクラスメイトで悪友。眼鏡をかけて体系はポッチャリしている。小松とつるんでおり、小松同様にスケベ。『ジャンプ』連載時には同姓同名のアシスタントがいた。『新きまぐれオレンジ☆ロード』では八田"和也"の名で人気漫画家になっている。
小松ほど描写はないものの、まどかに対して余所余所しい態度で接していたが、終盤は、「最近鮎川が不良と思えない、もっといいやつなんじゃないか」「鮎川は春日が転向してきて以来なんか変わった」など発言しており、小松と一緒にまどかの停学処分を解くよう職員室で教師に訴えた。
火野 勇作（ひの ゆうさく）
声 - 菊池正美 / 山田栄子 / 上田祐司
初登場時、高陵学園中等部1年。空手2段。天然パーマ。まどかとひかるの幼馴染でありひかるの同級生。その当時自分がいじめられると助けてくれたひかるに好意を抱いている。ひかるが熱をあげる恭介をやたらとライバル視する。恭介より年下だが彼に対する先輩意識はなく、呼び捨てしている。恭介を追い回すうちに恭介がまどかとも親しくしている事実を知るが、ひかるの前では小心者になってしまうため打ち明けられない。恭介とまどか、ひかるたちと出かける時はよく一緒について来る。男と女の関係についてはほとんど知らないウブな一面もある。終盤に原田真一とひかるを巡って争っている時に、ひかるが恭介への失恋を二人の前で報告し泣き崩れたが、「そのあとでもいいから、俺達の方を向いておくれよ」とひかるに告白した。
松岡（まつおか）先生
声 - 塩沢兼人
高陵学園の教師。恭介たちの中学3年時の担任を務めた。非常に穏やかそうな教師。
広瀬 さゆり（ひろせ さゆり）
原作のみに登場するキャラクター。ツインテールの美少女で、自分の外見に誇りをもっている。趣味は美男子ハンティング。男の目が全員自分に向いていないと気がすまない性格。裏ではタバコを吸い、舎弟を自分の都合で利用したりと不良で腹黒い性格をしているが、男の前だと本来の性格を隠し猫をかぶってぶりっ子を演じるため、ほとんどの人間には本性を知られておらず男たちからモテている。校内で偶々まどかの噂を聞いて一方的にライバル視し、まどかばかり見ていて自分に目を向けない恭介をハンティングのターゲットにする。登場する度に必ずトラブルを起こすトラブルメーカーであり、能動的にトラブルを起こすタイプである。
鳥羽 達郎（とば たつろう）
原作のみに登場するキャラクター。恭介たちの学校に赴任してきた、学校出たての若い保健体育の先生。ひかるのいとこであるが、性格は何かとそそっかしく優柔不断のせいかひかるやまどかには嫌われている。女生徒に人気がある容姿（いわゆるイケメン）だが、お坊ちゃん育ちで世間知らずの奥手。幼少より両親に卑猥なものから遠ざけられ、男女の営みのことも知らないほど。授業で使う保健体育の教科書の生殖に関する項目は、両親によって「赤ちゃんはコウノトリが運んできます」と書かれたページに差し替えられている。足はまどかよりも速く100mを10秒台で走るなどスポーツは万能。そそっかしく間の抜けている所はあるものの性格は悪くはなく、停学処分になったまどかを、恭介たちと一緒にフォローする発言をした。
原田 真一（はらだ しんいち）
原作のみ登場するキャラクター。ひかると同じ年で同じクラス。リーゼントヘアで不良っぽい外見であり、女生徒から人気がある。ひかるからは苦手にされているが、ひかるのことが好きで、勇作とはライバル。勇作に対しはったりで虚勢を張ったりもしたが、結局男らしくタイマン。終盤に火野とひかるを巡って争っていた時に、恭介への失恋で落ち込んだひかるが二人の前で泣き崩れることになった。
杉 ひろみ（すぎ ひろみ）
原作のみ登場するキャラクター。高校1年生の秋、恭介たちのクラスに転校してきたクラスメイト。ショートカットの活発な女の子。恭介とは転校する前にいた中学校でも一緒だった（その頃の髪は長かったらしい）。恭介の過去のエピソードをクラスで暴露した。初登校時は前の学校の制服と思われる服装でその後はセーラー服を着用している。

### その他
マスター
声 - 屋良有作 / なし / 三陽五郎
まどかのバイト先である喫茶店「abcb（あばかぶ）」のマスター。恭介とまどかの気持ちを察していて、二人を陰ながら応援している。まどかにとっては、父親代わりな面もある頼れる大人の男性。天然パーマで口髭と顎鬚をたくわえている。
早川 みつる（はやかわ みつる）
声 - 松本保典
漫画、OVA、続編小説に登場するキャラクター。本名は早川和人。女性に人気抜群のアイドル。かなりナンパな、女ったらしで知られているが、根は真面目。高校の時は放送部に在籍しており、その頃からの同級生で恋人のしおりがいるが、自身がアイドルになってからは自然消滅の状態になっていた。
恭介が一弥以外と頭をぶつけて人格が入れ替わったことがある数少ない人物。その時偶然にも「abcb」に入り恭介の身体でまどかと出会う。一目でまどかの容姿を気に入り狙っていた。しかしその後、しおりに再会しヨリを戻した。
原作終盤でオーディションの代役で出場したまどかに音楽才能を見出し芸能界に誘う。
しおり
声 - 水谷優子
みつる（和人）の同級生で自然消滅の状態であった恋人。会えばみつるのスキャンダルに繋がるので、会いたくても会えずにいる日々に寂しさを募らせていた。

## 地理・品物
作中、いくつかの持ち物や場所が、それぞれの出会いや思い出に影響している。ここではその中でも特に象徴的なものを記述する。
真っ赤な麦わら帽子
全編を通じ、恭介とまどかの思い出となる、麦わら帽子。まどかにとって、初恋の人にもらった大切なものであり、恭介にとって、まどかとの出会いを象徴する。この存在を知っていたのは二人以外ではひかるとまなみだけ。ひかるはまどかが初恋の人に貰った大事なものとして、まなみには帽子をくれた子に「ホレちゃった」と引越しの初日に恭介が言ったことを話している。
実は過去へのタイムリープで小学生のまどかに恭介がプレゼントしたもの。それが奇しくも第一話で恭介にプレゼントされた（返された）。最終話でひかるの手を経てまどかに返され、帰国したまどかがかぶって現れた。
100段階段
本シリーズの最初と、最後に描かれた階段。モデルは富山県高岡市にある高岡古城公園の石段である。
高陵学園
恭介らが転校してきた学校。ここで鮎川やひかると出会う。モデルは富山県高岡市にある高陵中学とされる。
Abcb - アバカブ -
鮎川がアルバイトをしている喫茶店。店のマスターを含め恭介、鮎川、ひかるらの様々な物語が繰り広げられる。モデルは富山県高岡市にあるレストランABABである。
中川駅
恭介や鮎川やひかるらが使う最寄りの駅。モデルは富山県高岡市にあるJR西日本氷見線の越中中川駅とされる。
想い出の樹
公園にある樹。「6年後にまたここで…まどかへ」と刻まれている。過去にタイムリープした恭介が小学生時代のまどかと出会った場所で、ここから落ちそうになったまどかを助けた。その後、元の時代に戻れず、樹にもたれて途方に暮れる恭介にまどかからキスした。祖父と合流して事情を整理した恭介がメッセージを刻み、再会の約束を果たした。
テレビアニメでは、最終話にて二人の口づけがこの樹の下で交わされている。

## 評価
ライターの岩佐陽一は、本作品について次のように評している。
また、本作品のファンで、本作品のテレビアニメ化に関わった元日本テレビプロデューサーの堀越徹は、「当時の［週刊少年ジャンプ］の編集方針は“友情・努力・勝利”でしたが、『オレンジ☆ロード』はおよそ［ジャンプ］らしくない恋愛マンガでした。」としている。

## 書誌情報

### 単行本
- まつもと泉 『きまぐれオレンジ☆ロード』 集英社〈ジャンプ・コミックス〉、全18巻
  1. 「まっ赤な麦わら帽子」1984年10月9日発売[16]、ISBN 4-08-851711-3
  2. 「ジェラシー・レイン」1985年2月8日発売[17]、ISBN 4-08-851712-1
  3. 「禁じられた恋の島」1985年5月10日発売[18]、ISBN 4-08-851713-X
  4. 「星空に予知夢」1985年8月9日発売[19]、ISBN 4-08-851714-8
  5. 「ゆれてララバイ」1985年11月8日発売[20]、ISBN 4-08-851715-6
  6. 「ルージュの伝言」1986年2月10日発売[21]、ISBN 4-08-851716-4
  7. 「天使の誘惑」1986年5月9日発売[22]、ISBN 4-08-851717-2
  8. 「恋の逃亡者」1986年8月8日発売[23]、ISBN 4-08-851718-0
  9. 「予知夢でチャンス！」1986年10月9日発売[24]、ISBN 4-08-851719-9
  10. 「恋の思秋期」1986年12月5日発売[25]、ISBN 4-08-851720-2
  11. 「初夢KISS!」1987年2月10日発売[26]、ISBN 4-08-851721-0
  12. 「危険なふたり」1987年4月10日発売[27]、ISBN 4-08-851722-9
  13. 「感情表現100％!」1987年6月10日発売[28]、ISBN 4-08-851723-7
  14. 「あぶない教師」1987年8月10日発売[29]、ISBN 4-08-851724-5
  15. 「夜の口紅」1987年10月9日発売[30]、ISBN 4-08-851725-3
  16. 「春はアイドル」1987年12月4日発売[31]、ISBN 4-08-851726-1
  17. 「片思いグラフティ！」1988年2月10日発売[32]、ISBN 4-08-851727-X
  18. 「永遠の夏」1988年7月8日発売[33]、ISBN 4-08-851728-8

最終巻ではJC版の最終2話が加筆されており、連載中に描けなかったひかるの失恋エピソードが追加され、最終回前回第155話は43頁が、最終回は2頁の合計45頁が加筆され、その後愛蔵版ではさらに第155話が4頁、最終回が7頁の11頁が加筆され、合計56頁の加筆となった。

## 小説『新きまぐれオレンジ☆ロード』
まつもと泉と寺田憲史による『きまぐれオレンジ☆ロード』の小説版『新きまぐれオレンジ☆ロード』（しんきまぐれオレンジロード）が、1994年から1997年にかけて発売された。全3巻。第1作「そして、あの夏のはじまり」は、1988年に公開されたアニメ映画『きまぐれオレンジ☆ロード あの日にかえりたい』の続編であり、これを劇場アニメとして制作した作品が1996年に公開された。
- まつもと泉・寺田憲史・後藤隆幸（後藤は『III』のみ） 『新きまぐれオレンジ☆ロード』 集英社〈ジャンプ ジェイ ブックス〉、全3巻
  1. 「そして、あの夏のはじまり」1994年7月4日発売、ISBN 4-08-703023-7
  2. 「ピラミッド殺人ミステリー」1995年7月3日発売、ISBN 4-08-703035-0
  3. 「まどかのシークレット・メモリー」1997年4月24日発売、ISBN 4-08-703057-1
- まつもと泉（原作・イラスト） / 寺田憲史（文） 『新きまぐれオレンジ・ロード2002』 集英社〈集英社スーパーダッシュ文庫〉、全2巻
  1. 「そして、あの夏のはじまり」2001年12月30日発売、ISBN 4-08-630064-8
  2. 「ピラミッド殺人ミステリー」2002年1月30日発売、ISBN 4-08-630068-0

## 少年ジャンプスペシャルアニメ
『きまぐれオレンジ☆ロード』初のアニメ化作品は、「ジャンプ・スペシャルアニメ・大行進イベント」用として制作された、いわゆるパイロットフィルムである。1985年11月23日より同イベントの会場で上映された。イベントは全国を行脚する形で行われ、本作品はイベント後に各地の放送局で放送された。なお、同時上映は『こちら葛飾区亀有公園前派出所』である。
本作品については、その後製作された一連のアニメ作品とはキャストとスタッフの一部が異なっているが、キャラクターデザインは後のアニメ作品でもキャラクターデザインを手がけた高田明美が担当した。そのため、両者間のキャラクターの絵柄の差異はほとんどない。
1989年8月16日にVHSがビクター音楽産業より、LDはパイオニアLDCより発売された。本編の後に特典映像が入っており、原作者のペン入れなどの仕事風景、鮎川まどかをイメージしたであろう実写の女性の映像と漫画原稿の恭介がリンクした映像が挿入されたイメージビデオが収録されている。
以後、本作品を「少年ジャンプスペシャルアニメ版」または「パイロット版」と表記する。

### ストーリー（スペシャルアニメ）
原作のエピソードの中の一話をアニメ化したもので、恭介、まどか、ひかる、一弥、勇作が主な登場人物。ストーリーの内容はほぼ原作のエピソードを踏襲しているが、原作では「冬にスキーに行く」話なのに対して、このアニメでは「夏に海に行く」話に変更された。また、季節感の変更によって、物語の細部も一部原作と異なる部分がある。この原作のエピソードは後のOVA作品でも映像化され、そちらでは原作通り「冬にスキーに行く」話として作られた。

### スタッフ（スペシャルアニメ）
- 原作 - まつもと泉
- 監修・レイアウト - 小林治
- 監督・絵コンテ - 望月智充
- 企画 - 阿部高久
- 脚本 - 伊藤和典
- キャラクターデザイン - 高田明美
- 作画監督 - 後藤真砂子
- 美術監督 - 中村光毅
- 色指定 - 一瀬美代子
- 撮影監督 - 金子仁
- 編集 - 坂本雅紀、森田清次
- 録音監督 - 藤山房延
- 音響製作 - ザック・プロモーション
- 音楽 - 米光亮
- プロデューサー - 大野実、伏川政明
- アニメーション制作 - スタジオぴえろ
- 製作・著作 - 集英社

### 主題歌（スペシャルアニメ）
「もぎたての恋」
河内りえによるオープニングテーマ。作詞は松井五郎、作曲は山川恵津子、編曲は奥慶一。
河内りえは、当時広島県でのテレビ・ラジオでフリーアナウンサーとして活動していた。
「きまぐれ天使」
河内りえによるエンディングテーマ。作詞は岡田富美子、作曲は山川恵津子、編曲は奥慶一。

### サウンドトラック（スペシャルアニメ）
いずれもビクター音楽産業（ビクターエンタテイメント）より発売。本作品のサントラ盤には原作者のまつもと泉がドラムを演奏している曲も収録されている。
| タイトル                               | 規格 | 発売日         | 規格品番   | 備考                                                |
| -------------------------------------- | ---- | -------------- | ---------- | --------------------------------------------------- |
| きまぐれオレンジ☆ロード                | LP   | 1985年11月21日 | JBX-25075  |                                                     |
| きまぐれオレンジ☆ロード                | CT   | 1985年11月21日 | VCK-6160   |                                                     |
| きまぐれオレンジ☆ロード CDコレクション | CD   | 1986年3月21日  | VDR-1171   | 1985年発売のLP版では未収録のBGMも収録。             |
| きまぐれオレンジ☆ロード                | CD   | 1994年3月24日  | VICL-23073 | ビクター・アニメ・ミュージック“殿堂”シリーズ 第17巻 |

## テレビアニメ
1985年の初アニメ化の後、東宝とスタジオぴえろの製作でテレビアニメ化された。1987年4月から1988年3月まで、日本テレビ系列ほかにて全48話が放送された。
放送中には、毎月1日と15日に内容が更新されるテレホンサービスがNTTによって実施されていた。
日本国外でも放送が行われ、フランスではアニメが『Max et Compagnie』のタイトルで放送された。吹き替えに伴い登場人物は現地の名前に置き換えられている（恭介→Maxime、まどか→Sabrina、ひかる→Pamela、など）。

### 製作
当時日本テレビのプロデューサーで、『きまぐれオレンジ☆ロード』のファンであった堀越徹が集英社にテレビアニメ化を願い出たことで本作品の制作が実現した。
少年ジャンプスペシャルアニメ版でアニメーション制作を担当したスタジオぴえろが、東宝とともにテレビアニメの制作を担当。同作品で監修・レイアウトを担当した小林治が監督を務めるなど、少年ジャンプスペシャルアニメ版の制作に参加したスタッフの一部がテレビアニメの制作にも参加した。ただしキャストは少年ジャンプスペシャルアニメ版から変更されている。

### 作品の特徴（テレビアニメ）
エピソードのほとんどが原作同様、一話完結型のストーリー構成である。各ストーリーは原作をなぞっている回が多いが、個々のエピソードを大きくアレンジしたもの、二つのエピソードを組み合わせた回もある。これについて堀越は、「内容については私たちに任せてくださいました。1話完結ですので、話を増やしたり、他のエピソードとくっつけたり、思い切った展開もありましたが、（まつもと泉）先生はいつも温かく見守ってくださいました」としている。
また、テレビアニメと原作で、大筋にはあまり影響しないが異なった設定がいくつかある。物語が描かれる時間は、原作では恭介が中学3年生から大学合格後までの間に対し、テレビアニメでは中学3年生約1年間となっている。
キャラクターについては、ジンゴロという太った猫（春日家の飼い猫）がアニメオリジナルキャラクターとして登場。一方で、テレビアニメには登場しないキャラクターもいる。

#### キャラクターデザイン
本作品のキャラクターデザインは高田明美が担当。原作者・まつもと泉の指名により起用された。高田によると、まつもとは高田がキャラクターデザインを手がけた『魔法の天使クリィミーマミ』が好きだったという。まつもとの描くポップで軽い印象の絵に対し、肉感的なキャラクターデザインに仕上げた高田は、自身のデザインについて次のように語っている。

#### キャスティング
本作品では1985年に制作された少年ジャンプスペシャルアニメ版からキャストを一新し、主人公・春日恭介役には古谷徹が、ヒロイン・鮎川まどか役には鶴ひろみがそれぞれ起用された。
古谷は常々、今まで演じた中で最も気に入っている作品とキャラクターに、本作品と春日恭介を上げている。また、鶴ひろみも同様に自身の役に入れ込んで、鮎川まどかと同じ髪型にするほどのお気に入りだったという。

#### 音楽
『キャッツ♥アイ』（主題歌「CAT'S EYE」は杏里の代表曲）の成功で本格的なアーチストを主題歌に起用し、いかにもアニメソングといった雰囲気ではなく、原作を知らない人からも支持される楽曲を使う流れにより、本作品と同じ日に放送開始となった『シティーハンター』（エンディングテーマはTMネットワークの代表曲「Get Wild」）と同様に「NIGHT OF SUMMER SIDE」、「鏡の中のアクトレス」といった一連の主題歌も好評で1980年代後半を代表するアニメ主題歌として根強いファンも多い。その後も日本テレビ系列制作のアニメはこの傾向を継承し、他誌の作品だが現在も続く『名探偵コナン』にまで受け継がれている。これとは逆でフジテレビ系列でのアニメ化となった『少年ジャンプ』原作の『ハイスクール!奇面組』、『ついでにとんちんかん』は当時人気を博したおニャン子クラブを起用し、秋元康の手がけたいわゆる「アイドルソング」を主題歌とした。

### 反響・評価（テレビアニメ）
本作品の最高視聴率は14.9%、平均視聴率は11.6%を記録した（関東地区・ビデオリサーチ社の調査による）。
鮎川まどかと檜山ひかるは、当時のアニメキャラクターの人気投票で何度もランクインするほど人気が高く、特に鮎川まどかについては『アニメージュ』誌主催、読者人気投票により決定する「第10回（1988年）アニメグランプリ」女性キャラクター部門で1位、1987年の『アニメディア』（学研）の女性キャラ人気投票でも1位に輝いている。さらに『アニメージュ』では放送終了後も何回もランクインしていた。

### スタッフ（テレビアニメ）
- 原作 - まつもと泉[37]
- 監督 - 小林治[1]
- 企画 - 布川ゆうじ、藤原正道
- シリーズ構成 - 寺田憲史[1]
- キャラクターデザイン - 高田明美[1]
- 総作画監督 - 後藤真砂子[1]
- 美術監督 - 小林七郎（第1話 - 第9話）[1]、中村光毅（第10話 - 第48話）、三浦智（第10話 - 第48話）[1]
- タイトルデザイン - 杉澤秀樹
- 撮影監督 - 金子仁[1]
- 編集 - 掛須秀一[1]、石田悟[1]
- 音響監督 - 松浦典良[1]
- 音響制作 - 現
- 音楽 - 鷺巣詩郎[1]
- 音楽制作 - 東宝音楽出版、日本テレビ音楽
- プロデューサー - 堀越徹、河野秀雄、深草礼子
- 企画制作 - 日本テレビ
- 製作 - 東宝[37]、スタジオぴえろ[37]

### 主題歌（テレビアニメ）
| 使用話             | 曲名                     | 歌手               | 作詞               | 作曲               | 編曲               | タイトル アニメーション        | 備考 |                    |
| オープニングテーマ | オープニングテーマ       | オープニングテーマ | オープニングテーマ | オープニングテーマ | オープニングテーマ | オープニングテーマ             | オープニングテーマ | オープニングテーマ |
| ------------------ | ------------------------ | ------------------ | ------------------ | ------------------ | ------------------ | ------------------------------ | --- | ------------------ |
| 第1話 - 第19話     | NIGHT OF SUMMER SIDE     | 池田政典           | 売野雅勇           | NOBODY             | 新川博             | 望月智充                       | 映像での曲名表記は「ナイトオブサマーサイド」となっている。カット数が245もあり、そのうち一部のカットは劇中（主に第1話）でも使用されている。                                 |                    |
| 第20話 - 第36話    | オレンジ・ミステリー     | 長島秀幸           | 売野雅勇           | NOBODY             | 鷺巣詩郎           | 望月智充、 森川滋              | 第18話、第19話では挿入歌として使用された。エフェクトを除く、全編モノクロのアニメーション。一部、初代のオープニングアニメーションが歌詞テロップが付いたまま流用されている。 |                    |
| 第37話 - 第48話    | 鏡の中のアクトレス       | 中原めいこ         | 中原めいこ         | 中原めいこ         | 西平彰             | 望月智充                       | |                    |
| エンディングテーマ |                          |                    |                    |                    |                    |                                | |                    |
| 第1話 - 第19話     | 夏のミラージュ           | 和田加奈子         | 湯川れい子         | TSUKASA            | 鷺巣詩郎           | 平野俊弘、 垣野内成美          | 第6話までの映像での曲名表記は「夏の蜃気楼」となっている。第19話ではインストゥルメンタル版で使用されたほか、OVA第2作「ハワイアン・サスペンス」でも挿入歌として使用された。  |                    |
| 第20話 - 第36話    | 悲しいハートは燃えている | 和田加奈子         | 松本一起           | 井上大輔           | 新川博             | 飯面雅子、 三原武憲、 下田正美 | 第21話までの映像での曲名表記は「fire love 悲しいハートは燃えている」となっている。全編、砂絵アニメである。                                                                 |                    |
| 第37話 - 第48話    | Dance in the memories    | 中原めいこ         | 中原めいこ         | 中原めいこ         | 西平彰             | 後藤真砂子、 後藤隆幸          | サウンドトラックなどでの曲名表記では「ダンス・イン・ザ・メモリーズ」となっている場合もある。                                                                               |                    |

| 使用話                   | 曲名                     | 歌手 アーティスト | 作詞       | 作曲       | 編曲     | 備考                                                       |
| ------------------------ | ------------------------ | ----------------- | ---------- | ---------- | -------- | ---------------------------------------------------------- |
| 第11話、 第17話          | 危険なトライアングル     | 池田政典          | 売野雅勇   | 和泉常寛   | 新川博   |                                                            |
| 第12話                   | ジェニーナ               | 和田加奈子        | 湯川れい子 | 鷺巣詩郎   | 鷺巣詩郎 |                                                            |
| 第13話、 第20話、 第25話 | ブレイキングハート       | 坪倉唯子          | SHOW       | 鷺巣詩郎   | 鷺巣詩郎 | ボーカルがインストに差し替えて使われたこともある。         |
| 第22話                   | サルビアの花のように     | 和田加奈子        | 湯川れい子 | 小田裕一郎 | 入江純   | 作詞が鮎川まどかの「スイングトップの新曲」として演奏する。 |
| 第23話、 第29話          | ふり向いてマイ・ダーリン | 藤代美奈子        | 澤地隆     | 鷺巣詩郎   | 鷺巣詩郎 |                                                            |
| 第30話                   | Again                    | 藤代美奈子        | 澤地隆     | 鷺巣詩郎   | 鷺巣詩郎 |                                                            |
| 第35話、 第38話、 第46話 | NIGHT & DAY              | BLUEW             | 片山圭司   | 片山圭司   | BLUEW    |                                                            |

### 各話リスト（テレビアニメ）
| 話数   | サブタイトル                      | 脚本                | 絵コンテ     | 演出         | 作画監督     | 初放送日      |
| ------ | --------------------------------- | ------------------- | ------------ | ------------ | ------------ | ------------- |
| 第1話  | 転校生！恥ずかしながら初恋します  | 寺田憲史            | 小林治       | 小林和彦     | 重国勇二     | 1987年 4月6日 |
| 第2話  | あの娘にちょっぴりレモンのキスを  | 寺田憲史            | 須田裕美子   | 須田裕美子   | 柳田義明     | 4月13日       |
| 第3話  | 気分はゆれて ローリング初デート   | 寺田憲史            | 郷満         | 郷満         | 杉山東夜美   | 4月20日       |
| 第4話  | ひかるちゃん!?お騒がせのC体験     | 富田祐弘            | 池上和彦     | 玉野陽美     | 深大寺三十郎 | 4月27日       |
| 第5話  | 2人のひみつ、とまどいアルバイト   | 寺田憲史            | 松園公       | 松園公       | 八幡正       | 5月4日        |
| 第6話  | あいつがライバル、恋の中間試験    | 大橋志吉            | 中村孝一郎   | 中村孝一郎   | 重国勇二     | 5月11日       |
| 第7話  | まどかの私生活!?口づけスパーク色  | 富田祐弘            | 森川滋       | 森川滋       | 高倉佳彦     | 5月18日       |
| 第8話  | 君は笑顔！渚のシャッターチャンス  | 寺田憲史            | 新林実       | 新林実       | 貴志夫美子   | 5月25日       |
| 第9話  | くるみちゃん デートの仕方教えます | 富田祐弘            | 須田裕美子   | 須田裕美子   | 柳田義明     | 6月1日        |
| 第10話 | 予知夢!?ひかるちゃんが死んじゃう  | 寺田憲史            | 松園公       | 松園公       | 杉山東夜美   | 6月8日        |
| 第11話 | 鳴らさないで！ウエディングベル    | 静谷伊佐夫          | 森川滋       | 森川滋       | 渡辺真由美   | 6月15日       |
| 第12話 | アメリカ留学！サヨナラまどか      | 寺田憲史            | 中村孝一郎   | 中村孝一郎   | 林桂子       | 6月22日       |
| 第13話 | 視線集中！ひかるちゃん大変身      | 大橋志吉            | 池上和彦     | 新林実       | 高倉佳彦     | 6月29日       |
| 第14話 | 予知夢！まどかと恭介ついに破局！  | 寺田憲史            | 松園公       | 松園公       | 貴志夫美子   | 7月6日        |
| 第15話 | まどかの決心！三角関係にピリオド  | 富田祐弘            | 石井文子     | 佐々木和宏   | 柳田義明     | 7月13日       |
| 第16話 | 信じる信じない UFOを見たまどか    | 大橋志吉            | 森川滋       | 森川滋       | 後藤隆幸     | 7月20日       |
| 第17話 | 夏の誘惑！いきなりダブルデート    | 静谷伊佐夫          | 新林実       | 新林実       | 林隆文       | 7月27日       |
| 第18話 | まどか挑戦！幽霊海岸の大波伝説    | 寺田憲史            | 須田裕美子   | 須田裕美子   | 林桂子       | 8月3日        |
| 第19話 | 二人の体験！禁じられた恋の島      | 寺田憲史            | 安濃高志     | 安濃高志     | 高倉佳彦     | 8月10日       |
| 第20話 | ひかる目撃！合宿は危険がいっぱい  | 富田祐弘            | 松園公       | 松園公       | 貴志夫美子   | 8月17日       |
| 第21話 | 恭介ピンチ！嵐が丘の甘いささやき  | 富田祐弘            | 中村孝一郎   | 中村孝一郎   | 柳田義明     | 8月24日       |
| 第22話 | 大人の関係!?まどか秘密の朝帰り    | 寺田憲史            | 池上和彦     | 池上和彦     | 八幡正       | 8月31日       |
| 第23話 | 恭介まどか大ゲンカ！恋の二人三脚  | 大橋志吉            | 森川滋       | 森川滋       | 林隆文       | 9月7日        |
| 第24話 | 一弥登場！パニックキッドにご用心  | 富田祐弘            | 飛羽たかゆき | 飛羽たかゆき | 林桂子       | 9月14日       |
| 第25話 | あぶない自己暗示！恭介くん変身す  | 静谷伊佐夫          | 新林実       | 新林実       | 高倉佳彦     | 9月21日       |
| 第26話 | 子供になった恭介！まどかに大接近  | 寺田憲史            | 中村孝一郎   | 中村孝一郎   | 柳田義明     | 9月28日       |
| 第27話 | ねらわれたまどか！恭介男の証明    | 大橋志吉            | 松園公       | 松園公       | 貴志夫美子   | 10月5日       |
| 第28話 | 危険な決心！まなみちゃんの大冒険  | 富田祐弘            | 飛羽たかゆき | 飛羽たかゆき | 林桂子       | 10月12日      |
| 第29話 | 泣くなジンゴロ！愛と青春の発情期  | 寺田憲史            | 森川滋       | 森川滋       | 林隆文       | 10月19日      |
| 第30話 | 木の葉物語！くるみの初恋・地獄編  | 大橋志吉            | 中村孝一郎   | 中村孝一郎   | 柳田義明     | 10月26日      |
| 第31話 | まどかと勇作！青春かけおち行進曲  | 富田祐弘            | 横山広行     | 横山広行     | 貴志夫美子   | 11月2日       |
| 第32話 | 誕生日は二度来る!?時をかける恭介  | 富田祐弘            | 新林実       | 新林実       | 山本哲也     | 11月9日       |
| 第33話 | 妖しのまどか！キノコで本音120%    | 大橋志吉            | 飛羽たかゆき | 小林和彦     | 林桂子       | 11月16日      |
| 第34話 | ルーツパニック 不思議の里のまどか | 寺田憲史            | 安濃高志     | 安濃高志     | 林隆文       | 11月23日      |
| 第35話 | カメラでエッチ！ロボット恭ちゃん  | 寺田憲史            | 森川滋       | 森川滋       | 貴志夫美子   | 11月30日      |
| 第36話 | さらば恭介！ビデオに写った超能力  | 静谷伊佐夫 寺田憲史 | 中村孝一郎   | 中村孝一郎   | 柳田義明     | 12月7日       |
| 第37話 | オレンジ任侠伝！まどか吹雪の対決  | 富田祐弘            | 松園公       | 松園公       | 渡辺真由美   | 12月14日      |
| 第38話 | 恭介時間旅行！3度目のクリスマス   | 大橋志吉            | 須田裕美子   | 須田裕美子   | 林桂子       | 12月21日      |
| 第39話 | まどかに催眠術！恭介あぶない正月  | 寺田憲史            | 横山広行     | 横山広行     | 山本哲也     | 1988年 1月4日 |
| 第40話 | 初夢だよ！大怪獣ジンゴロの逆襲    | 寺田憲史            | 新林実       | 新林実       | 千明孝一     | 1月11日       |
| 第41話 | 動けないまどか！恭介のフシギ時計  | 静谷伊佐夫          | 中村孝一郎   | 中村孝一郎   | 柳田義明     | 1月18日       |
| 第42話 | モテモテのまどか！恭介ついに告白  | 大橋志吉            | 上村修       | 鈴木吉男     | 林隆文       | 1月25日       |
| 第43話 | 傷心のひかる！追いかけて冬海岸    | 富田祐弘            | 森川滋       | 森川滋       | 山本哲也     | 2月1日        |
| 第44話 | 恋のお味？恭介地獄のバレンタイン  | 寺田憲史            | 松園公       | 松園公       | 貴志夫美子   | 2月8日        |
| 第45話 | ひかる死す そして誰もいなくなった | 大橋志吉            | 須田裕美子   | 小林和彦     | 林桂子       | 2月15日       |
| 第46話 | 白銀の一夜！二人ぼっちでゴンドラ  | 富田祐弘            | 上村修       | 新林実       | 林隆文       | 2月22日       |
| 第47話 | さよならの予感 まどかの初恋を探せ | 寺田憲史            | 森川滋       | 森川滋       | 山本哲也     | 2月29日       |
| 第48話 | 恋つかまえた そしてダ・カーポ     | 寺田憲史            | 望月智充     | 望月智充     | 後藤隆幸     | 3月7日        |

### 放送局（テレビアニメ）
| 放送期間 | 放送時間                              | 放送局         | 対象地域       | 備考                                                   |
| --- | ------------------------------------- | -------------- | -------------- | ------------------------------------------------------ |
| 1987年4月6日 - 1988年3月7日 | 月曜 19:30 - 20:00                    | 日本テレビ     | 関東広域圏     | 制作局                                                 |
| |                                       | 札幌テレビ     | 北海道         |                                                        |
| |                                       | 青森放送       | 青森県         |                                                        |
| |                                       | テレビ岩手     | 岩手県         |                                                        |
| |                                       | ミヤギテレビ   | 宮城県         |                                                        |
| |                                       | 秋田放送       | 秋田県         |                                                        |
| |                                       | 山形放送       | 山形県         |                                                        |
| |                                       | 福島中央テレビ | 福島県         |                                                        |
| |                                       | テレビ新潟     | 新潟県         |                                                        |
| |                                       | 北日本放送     | 富山県         |                                                        |
| |                                       | 福井放送       | 福井県         |                                                        |
| |                                       | 山梨放送       | 山梨県         |                                                        |
| |                                       | 静岡第一テレビ | 静岡県         |                                                        |
| |                                       | 中京テレビ     | 中京広域圏     |                                                        |
| |                                       | 読売テレビ     | 近畿広域圏     |                                                        |
| |                                       | 日本海テレビ   | 鳥取県・島根県 |                                                        |
| |                                       | 広島テレビ     | 広島県         |                                                        |
| |                                       | 山口放送       | 山口県         |                                                        |
| |                                       | 四国放送       | 徳島県         |                                                        |
| |                                       | 西日本放送     | 香川県・岡山県 |                                                        |
| |                                       | 南海放送       | 愛媛県         |                                                        |
| |                                       | 高知放送       | 高知県         |                                                        |
| |                                       | 福岡放送       | 福岡県         |                                                        |
| |                                       | 熊本県民テレビ | 熊本県         |                                                        |
| 1987年10月16日 - 1988年3月11日 1988年4月1日 - 11月11日                                                                                      | 金曜 16:00 - 16:30 金曜 17:00 - 17:30 | テレビ大分     | 大分県         |                                                        |
| （遅れネット） | 木曜 17:00 - 17:30                    | テレビ信州     | 長野県         |                                                        |
| | 水曜 19:30 - 20:00                    | テレビ長崎     | 長崎県         |                                                        |
| |                                       | 鹿児島テレビ   | 鹿児島県       |                                                        |
| | 金曜 17:30 - 18:00                    | 宮崎放送       | 宮崎県         |                                                        |
| | 月曜 16:00 - 16:30                    | 沖縄テレビ     | 沖縄県         | 途中で打ち切り 1988年2月中旬 - 3月終了時点では放送なし |
| 放送時間は個別に出典が提示されているものを除き1988年2月中旬 - 3月終了時点（沖縄テレビについては1987年9月中旬 - 10月上旬時点）のものとする。 |                                       |                |                |                                                        |

### 関連商品（テレビアニメ）

#### 映像ソフト化（テレビアニメ）
バップより1988年4月21日から翌年3月21日にかけて単巻レーザーディスク（LD）が毎月1巻ずつ発売された（全12巻）。1994年7月1日には全巻収録のLDも発売された。
2007年2月23日にテレビアニメ全話をニュープリント・ニューマスターして収録したDVD-BOX『きまぐれオレンジ☆ロード The Series』が発売された。
2021年10月20日にテレビアニメ全話とOVA全作品、映画「きまぐれオレンジ☆ロード あの日にかえりたい」などを収録したBlu-ray BOX『きまぐれオレンジ★ロード Blu-ray BOX』が発売された。また、これを記念して同年11月13日から28日まで東京都の有楽町マルイにて、アニメの企画展「『きまぐれオレンジ★ロード』Blu-ray BOX発売記念展」が開催された。

#### サウンドトラック（テレビアニメ）
発売元は特記のあるものを除きすべて東芝EMI（後のEMIミュージック・ジャパン）である。
| タイトル                                                   | 規格 | 発売日         | 規格品番     | 備考      |
| ---------------------------------------------------------- | ---- | -------------- | ------------ | --------- |
| きまぐれオレンジ☆ロード Sound Color 1                      | LP   | 1987年6月21日  | LB28-5049    |           |
| きまぐれオレンジ☆ロード Sound Color 1                      | LP   | 2021年4月24日  | UPJY-9157    | [ 注 18 ] |
| きまぐれオレンジ☆ロード Sound Color 1                      | CT   | 1987年6月21日  | LC28-5049    |           |
| きまぐれオレンジ☆ロード Sound Color 1                      | CD   | 1987年6月21日  | LD32-5049    |           |
| きまぐれオレンジ☆ロード Sound Color 1                      | CD   | 1995年3月15日  | TYCY-5427    | [ 注 19 ] |
| きまぐれオレンジ☆ロード Sound Color 2                      | LP   | 1987年10月26日 | LB28-5056    |           |
| きまぐれオレンジ☆ロード Sound Color 2                      | LP   | 2021年4月24日  | UPJY-9158    | [ 注 18 ] |
| きまぐれオレンジ☆ロード Sound Color 2                      | CT   | 1987年10月26日 | LC28-5056    |           |
| きまぐれオレンジ☆ロード Sound Color 2                      | CD   | 1987年10月26日 | LD32-5056    |           |
| きまぐれオレンジ☆ロード Sound Color 2                      | CD   | 1995年3月15日  | TYCY-5428    | [ 注 19 ] |
| きまぐれオレンジ☆ロード Singing Heart                      | LP   | 1987年12月25日 | LB28-5061    |           |
| きまぐれオレンジ☆ロード Singing Heart                      | LP   | 2021年4月24日  | UPJY-9159    | [ 注 18 ] |
| きまぐれオレンジ☆ロード Singing Heart                      | CT   | 1987年12月25日 | LC28-5061    |           |
| きまぐれオレンジ☆ロード Singing Heart                      | CD   | 1987年12月25日 | LD32-5061    |           |
| きまぐれオレンジ☆ロード Singing Heart                      | CD   | 1995年3月15日  | TYCY-5434    | [ 注 19 ] |
| きまぐれオレンジ☆ロード Sound Color 3                      | LP   | 1988年2月25日  | LB28-5067    |           |
| きまぐれオレンジ☆ロード Sound Color 3                      | LP   | 2021年4月24日  | UPJY-9160    | [ 注 18 ] |
| きまぐれオレンジ☆ロード Sound Color 3                      | CT   | 1988年2月25日  | LC28-5067    |           |
| きまぐれオレンジ☆ロード Sound Color 3                      | CD   | 1988年2月25日  | LD32-5067    |           |
| きまぐれオレンジ☆ロード Sound Color 3                      | CD   | 1995年3月15日  | TYCY-5429    | [ 注 19 ] |
| きまぐれオレンジ☆ステーション                              | LP   | 1988年4月6日   | LB28-5069    |           |
| きまぐれオレンジ☆ステーション                              | LP   | 2021年4月24日  | UPJY-9161    | [ 注 18 ] |
| きまぐれオレンジ☆ステーション                              | CT   | 1988年4月6日   | LC28-5069    |           |
| きまぐれオレンジ☆ステーション                              | CD   | 1988年4月6日   | LD32-5069    |           |
| きまぐれオレンジ☆ステーション                              | CD   | 1995年3月15日  | TYCY-5430    | [ 注 19 ] |
| きまぐれオレンジ☆ロード カセットテープの伝言               | LP   | 1988年4月29日  | LB28-5072    |           |
| きまぐれオレンジ☆ロード カセットテープの伝言               | LP   | 2021年4月24日  | UPJY-9162    | [ 注 18 ] |
| きまぐれオレンジ☆ロード カセットテープの伝言               | CT   | 1988年4月29日  | LC28-5072    |           |
| きまぐれオレンジ☆ロード カセットテープの伝言               | CD   | 1988年4月29日  | LD32-5072    |           |
| きまぐれオレンジ☆ロード カセットテープの伝言               | CD   | 1995年3月15日  | TYCY-5431    | [ 注 19 ] |
| きまぐれオレンジ☆ロード Loving Heart                       | CT   | 1989年4月8日   | LC28-5099    |           |
| きまぐれオレンジ☆ロード Loving Heart                       | CD   | 1989年4月8日   | LD32-5099    |           |
| きまぐれオレンジ☆ロード Loving Heart                       | CD   | 1995年3月15日  | TYCY-5435    | [ 注 19 ] |
| きまぐれオレンジ☆ロード ETERNAL COLLECTION SOUND COLOR BOX | CD   | 1990年1月24日  | TYDY-2018/26 | [ 注 21 ] |
| きまぐれオレンジ☆ロード Singing Heart 2 sweet memories     | CD   | 1993年9月17日  | TYCY-5321/7  | [ 注 21 ] |

### 関連作品（テレビアニメ）
ここではテレビアニメに関連した、VHS・Beta、またはVHS・Beta・LDで発売された映像作品について記述する。
七夕スペシャル
1987年11月21日に発売された。同年年7月6日に放送された特番（これまでの総集編）をVHS・Beta化したもの。
ベストセレクション
1988年2月21日に発売された。テレビシリーズから人気の高かった3作品をセレクトし、VHS・Beta化した作品。第1話「転校生！ 恥ずかしながら初恋します」、第12話「アメリカ留学！ さよならまどか」、第19話「二人の体験！ 禁じられた恋の島」の3エピソードを収録。
きまぐれオレンジ☆ロード ふたりの恋のレパートリー
1988年9月10日にLD・VHS・Betaで発売された、『きまぐれオレンジ☆ロード』のミュージッククリップ集。テレビアニメ関連の楽曲を収録。この作品でしか聞けない、恭介とまどかの独白の声も挿入されている。本作品は2007年3月23日発売のDVD-BOX「きまぐれオレンジ☆ロード The O.V.A」と、2021年10月20日発売のBlu-ray BOX「きまぐれオレンジ★ロード Blu-ray BOX」にも収録された。
使用された楽曲
- NIGHT OF SUMMER SIDE - 池田政典
- 夏のミラージュ - 和田加奈子
- オレンジ・ミステリー - 長島秀幸
- 危険なトライアングル - 池田政典
- 悲しいハートは燃えている - 和田加奈子
- サルビアの花のように - 和田加奈子
- この胸にONE MORE TIME - 長島秀幸
- Again - 	藤代美奈子
- ブレイキングハート - 坪倉唯子
- ジェニーナ - 和田加奈子
- 鏡の中のアクトレス - 中原めいこ
- Dance in the memories - 中原めいこ

キャスト（ふたりの恋のレパートリー）
- 春日恭介 - 古谷徹
- 鮎川まどか - 鶴ひろみ

スタッフ（ふたりの恋のレパートリー）
- 企画 - 藤原正道
- プロデューサー - 斎春雄、芝原靖史、河野秀雄
- 構成 - 寺田憲史
- 演出 - 福与雅子
- 音楽プロデューサー - 大場龍男
- 音響監督 - 渡辺淳
- 録音 - 大塚晴寿、小原吉男
- MAオペレーター - 成田一明
- VTR編集 - 安田俊之、寺岡俊明
- 音響制作 - 現
- 製作・著作 - 東宝

| 日本テレビ系列 月曜 19:30 - 20:00                     | 日本テレビ系列 月曜 19:30 - 20:00                                           | 日本テレビ系列 月曜 19:30 - 20:00           |
| 前番組                                                | 番組名                                                                      | 次番組                                      |
| ----------------------------------------------------- | --------------------------------------------------------------------------- | ------------------------------------------- |
| セーラー服反逆同盟 （1986年10月13日 - 1987年3月23日） | きまぐれオレンジ☆ロード （1987年4月6日 - 1988年3月7日） - ※ここからアニメ枠 | 燃える!お兄さん （1988年3月14日 - 9月19日） |

## OVA
テレビアニメの放送終了後、OVAが計8作品製作された。テレビアニメの制作を担当したスタッフ・キャスト陣がそのままOVAの製作も担当した。
テレビアニメの映像ソフトは放送した日本テレビの関連会社であるバップから発売されたが、OVAは東宝の関連会社である東宝ビデオが発売元になった。1989年まではベータマックス方式でも発売されていたが、1990年からはベータマックスでの発売はなくなり、VHS方式とレーザーディスクだけの発売となった。また、2007年3月27日にOVA全作品をニュープリント・ニューマスターしたDVD-BOX『きまぐれオレンジ☆ロード The O.V.A』が発売されたほか、2021年10月20日にはOVA全作品とテレビアニメ全話、映画「きまぐれオレンジ☆ロード あの日にかえりたい」などを収録したBlu-ray BOX『きまぐれオレンジ★ロード Blu-ray BOX』が発売された。
なお、テレビアニメの最終話で中学3年生15歳の鮎川まどかは春日恭介が超能力者であることを知ってしまうが、OVAでは鮎川まどかは春日恭介が超能力者であることを認知しているかははっきりしてしない。

### 作品リスト（OVA）
第3作「吾輩は猫であったり おサカナであったり」から第6作「恋のステージ=HEART ON FIRE! 〈スタア誕生！〉」までの計4作品については『きまぐれオレンジ☆ロード もぎたてスペシャル』のタイトルでビデオリリース前の1989年12月16日より劇場で先行公開されており、『アニメージュ』誌のパーフェクトデータでは4作品をまとめて劇場版アニメ『きまぐれオレンジ☆ロード もぎたてスペシャル』として扱っている。
|     | タイトル                                       | 脚本       | 絵コンテ   | 演出       | 作画監督 | 発売日         |
| --- | ---------------------------------------------- | ---------- | ---------- | ---------- | -------- | -------------- |
| 1st | 白い恋人たち                                   | 寺田憲史   | 中村孝一郎 | -          | 柳田義明 | 1989年 3月1日  |
| 2nd | ハワイアン・サスペンス                         | 大橋志吉   | 森川滋     | -          | 摩砂雪   | 4月1日         |
| 3rd | 吾輩は猫であったり おサカナであったり          | 静谷伊佐夫 | -          | 中村孝一郎 | 高木弘樹 | 12月27日       |
| 4th | ハリケーン！ 変身少女あ・か・ね                | 寺田憲史   | -          | 森健       | 高木弘樹 | 1990年 2月1日  |
| 5th | 恋のステージ=HEART ON FIRE! 〈春はアイドル！〉 | 寺田憲史   | -          | 青木康直   | 高木弘樹 | 5月1日         |
| 6th | 恋のステージ=HEART ON FIRE! 〈スタア誕生！〉   | 寺田憲史   | -          | 青木康直   | 高木弘樹 | 7月1日         |
| 7th | 思いがけないシチュエーション                   | 静谷伊佐夫 | 森健       | -          | 青嶋克己 | 1991年 1月18日 |
| 8th | ルージュの伝言                                 | 寺田憲史   | 吉永尚之   | -          | 青嶋克己 | 1991年 1月18日 |

### スタッフ（OVA）
|                      | 1st                         | 2nd                         | 3rd                 | 4th                 | 5th                 | 6th                 | 7th                 | 8th                 |
| -------------------- | --------------------------- | --------------------------- | ------------------- | ------------------- | ------------------- | ------------------- | ------------------- | ------------------- |
| 原作                 | まつもと泉                  | まつもと泉                  | まつもと泉          | まつもと泉          | まつもと泉          | まつもと泉          | まつもと泉          | まつもと泉          |
| 監督                 | 中村孝一郎                  | 森川滋                      | 中村孝一郎          | 森健                | 吉永尚之            | 吉永尚之            | 森健                | 吉永尚之            |
| 企画                 | 布川ゆうじ 藤原正道         | 布川ゆうじ 藤原正道         | 布川ゆうじ 藤原正道 | 布川ゆうじ 藤原正道 | 布川ゆうじ 藤原正道 | 布川ゆうじ 藤原正道 | 布川ゆうじ 藤原正道 | 布川ゆうじ 藤原正道 |
| プロデューサー       | 斎春雄 深草礼子             | 斎春雄 深草礼子             | 斎春雄 深草礼子     | 斎春雄 深草礼子     | 斎春雄 深草礼子     | 斎春雄 深草礼子     | 斎春雄 深草礼子     | 斎春雄 深草礼子     |
| プロデューサー       | 芝原靖史 河野秀雄           | 芝原靖史 河野秀雄           | -                   | -                   | -                   | -                   | -                   | -                   |
| 構成                 | 寺田憲史                    | 寺田憲史                    | -                   | -                   | -                   | -                   | -                   | -                   |
| キャラクターデザイン | 高田明美                    | 高田明美                    | 高田明美            | 高田明美            | 高田明美            | 高田明美            | 高田明美            | 高田明美            |
| 総作画監督           | 後藤真砂子                  | 後藤真砂子                  | 後藤真砂子          | 後藤真砂子          | 後藤真砂子          | 後藤真砂子          | 後藤真砂子          | 後藤真砂子          |
| 美術監督             | 三浦智                      | 三浦智                      | 三浦智              | 三浦智              | 三浦智              | 三浦智              | 三浦智              | 三浦智              |
| 美術設定             | 佐藤正浩                    | 佐藤正浩                    | 佐藤正浩            | 佐藤正浩            | 佐藤正浩            | 佐藤正浩            | 佐藤正浩            | 佐藤正浩            |
| 色指定               | 勝沼まどか                  | 勝沼まどか                  | 勝沼まどか 井延恭子 | 勝沼まどか 井延恭子 | 勝沼まどか 井延恭子 | 勝沼まどか 井延恭子 | 井延恭子            | 井延恭子            |
| 撮影監督             | 金子仁                      | 金子仁                      | 小松寿一            | 小松寿一            | 小松寿一            | 小松寿一            | 小松寿一            | 小松寿一            |
| 音響監督             | 松浦典良                    | 松浦典良                    | 松浦典良            | 松浦典良            | 松浦典良            | 松浦典良            | 松浦典良            | 松浦典良            |
| 音響制作             | 現                          | 現                          | 現                  | 現                  | 現                  | 現                  | 現                  | 現                  |
| 音楽                 | 鷺巣詩郎                    | 鷺巣詩郎                    | 鷺巣詩郎            | 鷺巣詩郎            | 鷺巣詩郎            | 鷺巣詩郎            | 鷺巣詩郎            | 鷺巣詩郎            |
| 音楽プロデューサー   | 大場龍男                    | 大場龍男                    | -                   | -                   | -                   | -                   | -                   | -                   |
| 音楽制作             | 東宝音楽出版 日本テレビ音楽 | 東宝音楽出版 日本テレビ音楽 | -                   | -                   | -                   | -                   | -                   | -                   |
| 編集                 | 掛須秀一 石田悟             | 掛須秀一 石田悟             | 掛須秀一 石田悟     | 掛須秀一 石田悟     | 掛須秀一 石田悟     | 掛須秀一 石田悟     | 掛須秀一 石田悟     | 掛須秀一 石田悟     |
| 編集                 | -                           | -                           | 牧岡栄吾 和田至亮   | 牧岡栄吾 和田至亮   | 牧岡栄吾 和田至亮   | 牧岡栄吾 和田至亮   | 牧岡栄吾            | 牧岡栄吾            |
| 製作                 | 東宝 スタジオぴえろ         | 東宝 スタジオぴえろ         | 東宝 スタジオぴえろ | 東宝 スタジオぴえろ | 東宝 スタジオぴえろ | 東宝 スタジオぴえろ | 東宝 スタジオぴえろ | 東宝 スタジオぴえろ |

### 主題歌（OVA）
| 使用作品           | 曲名                     | 歌手               | 作詞               | 作曲               | 編曲               | 備考                                  |                    |
| オープニングテーマ | オープニングテーマ       | オープニングテーマ | オープニングテーマ | オープニングテーマ | オープニングテーマ | オープニングテーマ                    | オープニングテーマ |
| ------------------ | ------------------------ | ------------------ | ------------------ | ------------------ | ------------------ | ------------------------------------- | ------------------ |
| 1st、2nd           | 鏡の中のアクトレス       | 中原めいこ         | 中原めいこ         | 中原めいこ         | 西平彰             | テレビアニメ第3代オープニングテーマ。 |                    |
| 3rd - 8th          | チューズ・ミー           | 坪倉唯子           | SHOW               | 和泉一弥           | 鷺巣詩郎           |                                       |                    |
| エンディングテーマ |                          |                    |                    |                    |                    |                                       |                    |
| 1st、2nd           | Dance in the memories    | 中原めいこ         | 中原めいこ         | 中原めいこ         | 西平彰             | テレビアニメ第3代エンディングテーマ。 |                    |
| 3rd - 6th          | ときどきBlue             | 橘友賀             | 澤地隆             | 和泉一弥           | 鷺巣詩郎           |                                       |                    |
| 7th、8th           | もうひとつのイエスタデイ | 和田加奈子         | 湯川れい子         | 小田裕一郎         | 入江純             |                                       |                    |

| 使用作品 | 曲名               | 歌手       | 作詞       | 作曲     | 編曲     | 備考                                 |
| -------- | ------------------ | ---------- | ---------- | -------- | -------- | ------------------------------------ |
| 2nd      | 夏のミラージュ     | 和田加奈子 | 湯川れい子 | TSUKASA  | 鷺巣詩郎 | テレビアニメ初代エンディングテーマ。 |
| 5th、6th | ギリギリLOVE       | 土田一徳   | 鷺巣詩郎   | 鷺巣詩郎 | 鷺巣詩郎 |                                      |
| 5th、6th | 風のまなざし       | 坪倉唯子   | SHOW       | 鷺巣詩郎 | 鷺巣詩郎 |                                      |
| 7th      | 青いボーイフレンド | 橘友賀     | 澤地隆     | 瀬井広明 | 鷺巣詩郎 |                                      |

## 劇場アニメ

### きまぐれオレンジ☆ロード あの日にかえりたい
『きまぐれオレンジ☆ロード あの日にかえりたい』（きまぐれオレンジロード あのひにかえりたい）は、1988年10月1日より東宝系で公開された、日本の長編アニメーション映画。まつもと泉の漫画『きまぐれオレンジ☆ロード』を原作とするアニメオリジナル作品である。監督を務めたのは、少年ジャンプスペシャルアニメ版（1985年）で監督を務め、テレビアニメの制作にも参加した望月智充である。また、テレビアニメと同様東宝とスタジオぴえろが製作を担当した。
『きまぐれオレンジ☆ロード』初の劇場アニメ作品となった本作品では、高校生である恭介、まどか、ひかるの三角関係に焦点を当てているが、その作風はテレビアニメどころか、原作漫画とも大きく異なる。3人の性格、心情描写の一部がこれまでとは違うものになっているほか、作品の終盤に見られる、恭介がひかるを突き放す描写は、原作にないものであった。
原作者のまつもと泉は本作を酷評しており、自らのウェブサイトでも「原作から離れたパラレルワールドと考えてほしい」と記述している。一方、恭介役の古谷徹にとっては一番好きなエピソードで、恭介の行動にも共感したと述べている。

望月は本作品ついて、Twitterで次のように明かしている。
本作品の公開後、映像ソフトとしてVHS、LDは発売されたが、DVD化はされていない。ただし日本国外ではすでにDVD化済みであり、英語版やフランス版などが発売されている。なお、2021年10月20日に本作品とテレビアニメ全話、OVA全作品などを収録したBlu-ray BOX『きまぐれオレンジ★ロード Blu-ray BOX』が発売された。
作中、恭介とまどかが映画館で鑑賞する映画として『タッチ 背番号のないエース』（1986年公開）の映像がそのまま使用されている。

#### あらすじ（あの日にかえりたい）
2月。同じ大学を受験した春日恭介と鮎川まどかは、合格発表の日を迎え、受験した大学へと向かう。大学の敷地内を歩いていると、恭介はひとりの女性が男性に話しかけているのを見つける。そのとき女性が言った言葉を聞いて、恭介は自分の芝居を見に来るよう頼む檜山ひかるの言葉を思い出した。
第一章
前年の夏、恭介とまどかは予備校の夏期講習でともに受験勉強をしていた。一方、ひかるは高校で行われる卒業生のための特別公演で主役を取れるよう稽古に励んでいた。そんなある日、恭介のもとを訪ねたひかるは、恭介と初めての事故ではないキスを交わす。恭介を応援するための、ひかるからのプレゼントだった。しかしこれがきっかけで、恭介、まどか、ひかるの3人の関係は変化し始める。
ひかる本人から恭介とのことを聞いたまどかは、恭介に対し冷たく接するようになる一方で、ひかるは恭介に対しアピールを続ける。
第二章
ひかるは稽古に励み、恭介は受験勉強を続ける。しかし、まどかは予備校の授業に出なくなってしまった。
夏祭りの日の夜、恭介は一本の電話に出た。聞こえてきたのは、すすり泣くまどかの声だった。自分の本当の想いを伝えた恭介は、「会いたい」と言うまどかのもとを訪れる。「春日くんの気持ちの問題なの」と言われた恭介は、あることを決心した。
後日、ひかるを公園に呼び出した恭介は、ひかるに対し、自分はまどかが好きであるということ、そしてもうふたりだけで会わないほうがいいということを伝えた。
第三章
恭介とまどかは、予備校で一緒に勉強したり、映画を見に行ったりと、ふたりで多くの時間を共にするようになる。それとは対照的に、恭介はひかるからのアピールを拒むようになったが、それでもあきらめきれないひかるは、アピールを続ける。
雨の夜、ひかるはアバカブにいるまどかを訪ねる。そこでひかるは「まどかさん、何もしないでずるいです」と迫る。そして、「先輩（恭介）のためなら何だってできます」と言い残して去ろうとするひかるに、まどかは「私たちもう、3人ではいられないんだね」と言った。
ある日の夜中、ひかるは突然恭介を家の前に呼び出す。部屋に入れてくれと頼むひかるを無視して、恭介は歩き始める。ひかるは後を追いながら、自分が主役に選ばれたことを伝えるが、恭介は「たぶん芝居も見に行かない」と言う。そのまま帰ろうとする恭介の胸をひかるは掴んで離そうとしない。やっとの思いでひかるの腕を離した恭介に対し、ひかるは自分への思いを問うが、険しい表情の恭介は何も言わずにその場を去る。恭介は心の中で、ひかるに別れを告げた。
翌日の模試の出来が悪かった恭介。前の晩の出来事を知ったまどかが、恭介を責めることはなかった。
まどかに呼ばれて我に返った恭介。この日は合格発表の日だけでなく、ひかるが主演の芝居の上演日でもあった。恭介とまどかは合格し、ひかるの芝居は成功した。

#### スタッフ（あの日にかえりたい）
- 原作 - まつもと泉[79]
- 監督・絵コンテ - 望月智充[79]
- 企画 - 布川ゆうじ、藤原正道
- 脚本 - 寺田憲史
- 作画監督 - 後藤真砂子
- キャラクターデザイン - 高田明美
- 美術監督 - 三浦智
- カラーコーディネーター - 勝沼まどか
- 色指定 - 吉岡由己
- 撮影監督 - 金子仁
- 編集 - 掛須秀一、石田悟、牧岡栄吾
- 音響監督 - 松浦典良
- 音響制作 - 現
- 音楽 - 鷺巣詩郎[79]
- 音楽プロデューサー - 大場龍男
- 音楽制作 - 東宝音楽出版、ユーメックス
- プロデューサー - 河野秀雄、深草礼子
- 製作 - 東宝[79]、スタジオぴえろ[79]
- 配給 - 東宝

#### 主題歌（あの日にかえりたい）
「あの空を抱きしめて」
和田加奈子による主題歌。作詞は和田加奈子、作曲は伊豆田洋之、編曲は白井良明。
本楽曲は劇中でも使用された。

「鳥のように」
和田加奈子による挿入歌。作詞は和田加奈子、作曲・編曲は久石譲。
「不確かなI LOVE YOU」
和田加奈子による挿入歌。作詞は三浦徳子、作曲は水島康宏、編曲は平岩嘉信。

### きまぐれオレンジ☆ロード もぎたてスペシャル
全8作品あるOVAのうち、「吾輩は猫であったり おサカナであったり」「ハリケーン！変身少女あ・か・ね」「恋のステージ=HEART ON FIRE! 〈春はアイドル！〉」「恋のステージ=HEART ON FIRE! 〈スタア誕生！〉」の4作品をまとめて劇場公開したもの（4作品の詳細については#OVA節を参照）。ビデオリリースに先駆けて、1989年12月16日より東京のテアトル池袋、大阪の玉造東宝の2館で興行が行われた。

### 新きまぐれオレンジ☆ロード そして、あの夏のはじまり
『新きまぐれオレンジ☆ロード そして、あの夏のはじまり』（しんきまぐれオレンジロード そして、あのなつのはじまり）は、1996年11月2日に東宝系で公開された、日本の長編アニメーション映画。まつもと泉と寺田憲史による同名の小説を原作とするアニメ作品である。
1991年に発売されたOVA以来となる『きまぐれオレンジ☆ロード』の新作アニメ作品。原作となった小説（1994年発売）は、前述した『きまぐれオレンジ☆ロード あの日にかえりたい』の続編にあたるもので、本作品でも『あの日にかえりたい』の内容を扱う回想シーンが描かれている。同じ大学に進学した春日恭介と鮎川まどかはすでに恋人関係にあるほか、まどかは恭介が超能力者であることを知っている。一方、檜山ひかるは家族とともに北海道へ引っ越し、さらに舞台勉強のために渡米している。
本作品の製作においては製作委員会方式がとられ、これまでテレビアニメとOVAの製作に携わった東宝とスタジオぴえろに加えて、テレビアニメの企画制作を担当した日本テレビと、テレビアニメの映像ソフトを手がけたバップが製作に参加した。
本作品ではこれまでのアニメ作品に対し、キャストに変更はないが、スタッフが大幅に変更されている。例えば、キャラクターデザインは後藤隆幸が担当したが、高田明美が手がけたこれまでの作品とはキャラクターデザインが大幅に異なる。また、作曲家の梶浦由記は本作品で初めてアニメ劇伴を手がけた。
2007年5月23日に本作品のDVDが発売されたが、Blu-ray化はされていない。

#### あらすじ（そして、あの夏のはじまり）
1991年夏、19歳の春日恭介は横断歩道で車にはねられ、生死を彷徨う状態となるが、その際自らの魂をどこかへ飛ばしてしまう。
「19歳の恭介」が目を覚ますと、そこは3年後、つまり1994年夏の世界であった。どうすればもとの時代へ戻れるかを考えながら町を歩いていると、自分が事故に遭った場所で20歳になった檜山ひかると出会う。ひかるは家族で北海道へ引っ越し、小樽の高校を卒業。その後単身で渡米し、ニューヨークで生活しながらミュージカルの勉強をしていたが、日本でミュージカルのオーディションを受けるため一時的に帰国していた。
「19歳の恭介」は、自分の体に異変を感じながら町を歩いていると、通りがかった家電量販店のテレビでニュースが流れているのを目にするが、そこで彼は、学生カメラマンである「22歳の恭介」が紛争中のボスニアを取材していたところ、行方不明となってしまったことを知る。交通事故に遭った「19歳の恭介」と、紛争地域で攻撃に巻き込まれた「22歳の恭介」。このふたりの魂はともに時空の狭間へ飛ばされ、そこで互いにぶつかる。その際強い衝撃を受けた「22歳の恭介」は異空間の谷間に落ち込んでしまい、「19歳の恭介」は3年後、つまり「22歳の恭介」がいるべき世界にワープしてしまったのだ。
この事実を恭介の祖父から聞いた22歳の鮎川まどかは、「19歳の恭介」を探し始める。そんな中ひかるが帰国していることを知り、次の日、彼女が宿泊しているホテルへ向かう。一方、オーディションを受けたひかるは「19歳の恭介」とホテルでディナーを楽しみ、ともに一夜を明かす。翌朝、まどかは「19歳の恭介」と対面するとともに、ひかると再会。3人はプールで楽しい時間を過ごした。
その晩、「19歳の恭介」は祖父から自分の身に何が起こっているかを知る。祖父によると、「19歳の恭介」のパワーと祖父のパワーを合わせることで、「22歳の恭介」を呼び戻すことができるという。なかなかうまくいかず苦戦するが、まどかのピアノの演奏に支えられ、「19歳の恭介」は自らのパワーを最大限に発揮。そして、異空間の谷間で眠っていた「22歳の恭介」が、目を覚ます。
戦地で行方不明となっていた「22歳の恭介」は、無事に救出された。
「22歳の恭介」が帰国する日、ひかるの姿は新東京国際空港（後の成田国際空港）にあった。彼女はその日の便でニューヨークへ戻っていったが、彼女が「22歳の恭介」と会うことはなかった。同じ頃、南ウイングの到着ロビーには大勢の報道陣が集まっていた。フラッシュの先には、まどかを抱き寄せる「22歳の恭介」の姿があった。そして、「19歳の恭介」と「22歳の恭介」が出会う。ふたりは会話を交わした後、パワーを合わせ、「19歳の恭介」はもとの世界へと戻っていった。

#### スタッフ（そして、あの夏のはじまり）
- 原作 - まつもと泉、寺田憲史
- 監督・絵コンテ - 湯山邦彦
- 製作[注 26] - 坂田信久、藤原正道、中島忠史、布川ゆうじ
- 企画 - 武井英彦、斎春雄、伊藤梅男、本間道幸
- シナリオ - 寺田憲史
- 演出 - 石原立也
- 作画監督 - 木上益治
- キャラクターデザイン - 後藤隆幸
- 美術監督 - 小林七郎
- 色彩設定 - 勝沼まどか
- 撮影監督 - 福島敏行
- 編集 - 掛須秀一、船見康恵
- 音響監督 - 松浦典良
- 音響制作 - 現
- 音楽 - 梶浦由記
- プロデューサー - 山﨑喜一朗、福与雅子、大島満、深草礼子
- 製作 - 新きまぐれオレンジ☆ロード製作委員会（日本テレビ放送網、東宝、バップ、スタジオぴえろ）
- 配給 - 東宝

#### 主題歌（そして、あの夏のはじまり）
「DAY DREAM〜そばにいるよ」
Aguaによる主題歌。作詞は松井五郎、作曲はIKUKO、編曲は前嶋康明。
「LOVE IS POWER」
工藤亜紀による挿入歌。作詞は工藤亜紀、作曲は梶浦由記、編曲は木村賢一と工藤亜紀。
「DON'T BE AFRAID」
Aguaによる挿入歌。作詞は松井五郎、作曲はIKUKO、編曲は前嶋康明。

### サウンドトラック（劇場版）
| タイトル                                                                        | 規格                                       | 発売日                                     | 規格品番                                   | 備考                                       |
| きまぐれオレンジ☆ロード あの日にかえりたい                                      | きまぐれオレンジ☆ロード あの日にかえりたい | きまぐれオレンジ☆ロード あの日にかえりたい | きまぐれオレンジ☆ロード あの日にかえりたい | きまぐれオレンジ☆ロード あの日にかえりたい |
| ------------------------------------------------------------------------------- | ------------------------------------------ | ------------------------------------------ | ------------------------------------------ | ------------------------------------------ |
| きまぐれオレンジ☆ロード あの日にかえりたい                                      | LP                                         | 1988年10月5日                              | LB28-5084                                  |                                            |
| きまぐれオレンジ☆ロード あの日にかえりたい                                      | LP                                         | 2021年4月24日                              | UPJY-9163                                  | [ 注 18 ]                                  |
| きまぐれオレンジ☆ロード あの日にかえりたい                                      | CT                                         | 1988年10月5日                              | LC28-5084                                  |                                            |
| きまぐれオレンジ☆ロード あの日にかえりたい                                      | CD                                         | 1988年10月5日                              | LD32-5084                                  |                                            |
| きまぐれオレンジ☆ロード あの日にかえりたい                                      | CD                                         | 1995年3月15日                              | TYCY-5432                                  | [ 注 19 ]                                  |
| きまぐれオレンジ☆ロード もぎたてスペシャル                                      |                                            |                                            |                                            |                                            |
| きまぐれオレンジ☆ロード もぎたてスペシャル                                      | CT                                         | 1989年12月20日                             | TYTY-5119                                  |                                            |
| きまぐれオレンジ☆ロード もぎたてスペシャル                                      | CD                                         | 1989年12月20日                             | TYCY-5119                                  |                                            |
| きまぐれオレンジ☆ロード もぎたてスペシャル                                      | CD                                         | 1995年3月15日                              | TYCY-5433                                  | [ 注 19 ]                                  |
| きまぐれオレンジ☆ロード もぎたてスペシャル                                      | CD                                         | 2004年7月22日                              | ABCA-5058                                  | [ 注 27 ]                                  |
| 新きまぐれオレンジ☆ロード そして、あの夏のはじまり                              |                                            |                                            |                                            |                                            |
| 新きまぐれオレンジ☆ロード イメージ・アルバム                                    | CD                                         | 1996年8月1日                               | VPCG-84283                                 |                                            |
| 新きまぐれオレンジ☆ロード そして、あの夏のはじまり オリジナル・サウンドトラック | CD                                         | 1996年11月1日                              | VPCG-84613                                 |                                            |
| 新きまぐれオレンジ☆ロード〜Madoka’s Piano Files                                 | CD                                         | 1996年12月1日                              | VPCG-84614                                 |                                            |

## ラジオドラマ
『きまぐれオレンジ☆ロード Original』（きまぐれオレンジロード オリジナル）は、まつもと泉の漫画『きまぐれオレンジ☆ロード』を原作とするラジオドラマ、およびこれに関連するトークコーナーを合わせたラジオ番組。NACK5『VIRTUAL ADVENTURE』枠のほか、ラジオ大阪をはじめとする一部のNRN系列のAM放送局で放送された。放送期間は1995年10月8日 - 1996年3月。
本番組で放送されたラジオドラマは全20話。スタッフ、キャストをテレビアニメ版から一新し、ストーリーを再構成した。テレビアニメと同様、原作に沿いつつもアレンジが加えられている。
ラジオ本放送のトークコーナーでは本作品に出演している岩田光央と宮村優子がパーソナリティを務めた。宮村の母や原作者のまつもと泉がゲストで登場したこともある。

### スタッフ（ラジオドラマ）
ラジオドラマスタッフ
- 原作 - まつもと泉
- 音響演出 - 三間雅文
- 音楽 - 高浪敬太郎、中山努
- 音響制作 - テクノサウンド

番組スタッフ
- エグゼクティヴ・プロデューサー - 金子秀昭、吉野和郎
- プロデューサー - 桜井裕子
- ディレクター - 楢戸雅也
- 構成 - PAO
- 番組DJ - 岩田光央、宮村優子
- 番組制作 - ファーストサウンズ

### 主題歌（ラジオドラマ）
オープニングテーマ「今宵ランデヴー」
歌 - 桜井智 / 作詞 - 泉水敏郎 / 作曲 - 高浪敬太郎 / 編曲 - 中山努
エンディングテーマ「真剣にもっと」
歌 - 宮村優子・本井英美 / 作詞 - 泉水敏郎 / 作曲・編曲 - 岡田徹

### 各話リスト（ラジオドラマ）
| 話数   | サブタイトル                       | 脚本         |
| ------ | ---------------------------------- | ------------ |
| 第0話  | パラレル・シーズン                 | 會川昇       |
| 第1話  | 真っ赤な麦藁帽子                   | 會川昇       |
| 第2話  | ハートにシュート                   | 會川昇       |
| 第3話  | 彼女が煙草をやめる理由             | 會川昇       |
| 第4話  | ウワサの深層                       | 會川昇       |
| 第5話  | 予知夢は現か幻か                   | 會川昇       |
| 第6話  | 口づけの判例                       | 會川昇       |
| 第7話  | 何度でもクリスマス                 | 會川昇       |
| 第8話  | 恋のライバル 怒りの鉄拳            | 會川昇       |
| 第9話  | リッスン・トゥ・ミー               | 高山克彦     |
| 第10話 | おまじないに似た言葉               | 會川昇       |
| 第11話 | 侵略者の夜                         | 會川昇       |
| 第12話 | 或る夜の出来心                     | 川崎ヒロユキ |
| 第13話 | 困難で宴会                         | 會川昇       |
| 第14話 | 人形使い                           | 會川昇       |
| 第15話 | 土曜日の朝、恭介は                 | 高山克彦     |
| 第16話 | 待っている人がいる                 | 會川昇       |
| 第17話 | さよならは言わない                 | 會川昇       |
| 第18話 | ストローハット・ラビリンス（前編） | 會川昇       |
| 第00話 | ストローハット・ラビリンス（後編） | 會川昇       |

### 放送局（ラジオドラマ）
| 放送期間                       | 放送時間                     | 放送局     | 対象地域   | 備考                                    |
| ------------------------------ | ---------------------------- | ---------- | ---------- | --------------------------------------- |
| 1995年10月8日 - 1996年3月      | 日曜 23:20 - 23:50           | NACK5      | 埼玉県     | 『VIRTUAL ADVENTURE』内で放送           |
| 1995年10月14日 - 1996年3月30日 | 土曜 20:00 - 20:30           | 北海道放送 | 北海道     | [ 92 ] [ 93 ]                           |
| 1995年10月15日 - 1996年4月7日  | 日曜 0:00 - 0:30（土曜深夜） | ラジオ大阪 | 近畿広域圏 | [ 94 ] [ 95 ]                           |
|                                |                              | 大分放送   | 大分県     | [ 96 ] [ 97 ]                           |
| 1995年10月16日 - 1996年        | 月曜 22:00 - 22:30           | 東海ラジオ | 中京広域圏 | 『今夜もやっぱりFUNKYパジャマ』内で放送 |

### CDトラックリスト
1995年から1996年にかけて、全話を収録したCD全5巻とサウンドトラックがビクターエンタテインメントより発売された。
| #  | タイトル                                             | 作詞 | 作曲・編曲 |
| -- | ---------------------------------------------------- | ---- | ---------- |
| 1. | 「今宵ランデヴー」(ショート・バージョン)             |      |            |
| 2. | 「第0話：パラレル・シーズン」                        |      |            |
| 3. | 「第1話：真っ赤な麦藁帽子」                          |      |            |
| 4. | 「第2話：ハートにシュート」                          |      |            |
| 5. | 「第3話：彼女が煙草をやめる理由」                    |      |            |
| 6. | 「真剣にもっと」(ショート・バージョン)               |      |            |
| 7. | 「ボーナス・トラック 『きまぐれパラダイス Part 1』」 |      |            |

| #  | タイトル                                             | 作詞 | 作曲・編曲 |
| -- | ---------------------------------------------------- | ---- | ---------- |
| 1. | 「今宵ランデヴー」(ショート・バージョン)             |      |            |
| 2. | 「第4話：ウワサの深層」                              |      |            |
| 3. | 「第5話：予知夢は現か幻か」                          |      |            |
| 4. | 「第6話：口づけの判例」                              |      |            |
| 5. | 「第7話：何度でもクリスマス」                        |      |            |
| 6. | 「真剣にもっと」(ショート・バージョン)               |      |            |
| 7. | 「ボーナス・トラック 『きまぐれパラダイス Part 2』」 |      |            |

| #  | タイトル                                             | 作詞 | 作曲・編曲 |
| -- | ---------------------------------------------------- | ---- | ---------- |
| 1. | 「今宵ランデヴー」(ショート・バージョン)             |      |            |
| 2. | 「第8話：恋のライバル 怒りの鉄拳」                   |      |            |
| 3. | 「第9話：リッスン・トゥ・ミー」                      |      |            |
| 4. | 「第10話：おまじないに似た言葉」                     |      |            |
| 5. | 「第11話：侵略者の夜」                               |      |            |
| 6. | 「真剣にもっと」(ショート・バージョン)               |      |            |
| 7. | 「ボーナス・トラック 『きまぐれパラダイス Part 3』」 |      |            |

| #  | タイトル                                             | 作詞 | 作曲・編曲 |
| -- | ---------------------------------------------------- | ---- | ---------- |
| 1. | 「今宵ランデヴー」(ショート・バージョン)             |      |            |
| 2. | 「第12話：或る夜の出来心」                           |      |            |
| 3. | 「第13話：困難で宴会」                               |      |            |
| 4. | 「第14話：人形使い」                                 |      |            |
| 5. | 「第15話：土曜日の朝、恭介は」                       |      |            |
| 6. | 「真剣にもっと」(ショート・バージョン)               |      |            |
| 7. | 「ボーナス・トラック 『きまぐれパラダイス Part 4』」 |      |            |

| #  | タイトル                                             | 作詞 | 作曲・編曲 |
| -- | ---------------------------------------------------- | ---- | ---------- |
| 1. | 「今宵ランデヴー」(ショート・バージョン)             |      |            |
| 2. | 「第16話：待っている人がいる」                       |      |            |
| 3. | 「第17話：さよならは言わない」                       |      |            |
| 4. | 「第18話：ストローハット・ラビリンス（前編）」       |      |            |
| 5. | 「第00話：ストローハット・ラビリンス（後編）」       |      |            |
| 6. | 「真剣にもっと」(ショート・バージョン)               |      |            |
| 7. | 「ボーナス・トラック 『きまぐれパラダイス Part 5』」 |      |            |

| #   | タイトル                            | 作詞 | 作曲・編曲 |
| --- | ----------------------------------- | ---- | ---------- |
| 1.  | 「今宵ランデヴー」                  |      |            |
| 2.  | 「恋するオレンジ100%」              |      |            |
| 3.  | 「優柔不断でゴメンなさい」          |      |            |
| 4.  | 「ひと夏のキャンバス」              |      |            |
| 5.  | 「夢色メモリー」                    |      |            |
| 6.  | 「ふたりだけの前奏曲」              |      |            |
| 7.  | 「ちょっとTea Time」                |      |            |
| 8.  | 「真剣にもっと」                    |      |            |
| 9.  | 「なんてったって混戦模様」          |      |            |
| 10. | 「夏空スクリーン らくがきいっぱい」 |      |            |
| 11. | 「秘密のベールの向う側」            |      |            |
| 12. | 「木もれ陽のKISS」                  |      |            |
| 13. | 「あぶない恋のLesson One」          |      |            |
| 14. | 「デンジャラス・モーメント」        |      |            |
| 15. | 「気ままにハピネス」                |      |            |
| 16. | 「恋のしずくはあなたのもの」        |      |            |
| 17. | 「心・ゆらゆら・硝子のメモリー」    |      |            |
| 18. | 「不思議な恋のシルエット」          |      |            |
| 19. | 「オシャレにチェイス！ つかまえて」 |      |            |
| 20. | 「ビーチ・サイド・ガールズ」        |      |            |
| 21. | 「ときめきハート あなたにとどけ！」 |      |            |
| 22. | 「Rainy Park」                      |      |            |

## ゲームソフト
きまぐれオレンジロード 〜夏のミラージュ〜
1988年、マイクロキャビンより発売。PC-9801シリーズ、PC-8801シリーズ、MSX2。アドベンチャーゲーム。
ゲームのために新たに用意されたストーリーだが、原作の場面もふんだんに盛り込まれている。ゲームの難易度は高くないが、広瀬さゆりのデートの誘いを2度断らずに受けると、「二人でジェットコースターに乗っているシーン」でゲームが終了する。

## エピソード
- 平井和正がファンとして愛読していた。1990年代中盤、まつもとの仕事場に平井本人から「『きまぐれオレンジ☆ロード』のアニメと漫画を読んで、とても感銘を受けた」とのファクスが届いた。『きまぐれオレンジ☆ロード』へのオマージュとして『ボヘミアンガラス・ストリート』を書いたとのこと[105][106]。
- まつもと泉が『COMIC ON vol.1』で、『ジャンプ』連載前の初期設定でひかるの兄がいたということを発表していた。名前は「檜山研二」。恭介より一つ年上で、恭介が転校してきたとき（中3）高陵学園高等部1年で、暴走族のリーダーであったとのこと。しかもまどかの恋人という設定であった[注 28]。
- 岩佐陽一は、まつもと泉のもとに本作品の実写化企画を持ち込んだことがあると、自身が書いた記事で明かしている[108]。企画は鮎川まどか役が見つからなかったために実現しなかったが、岩佐は当時について、「映画が万が一、いろいろな意味で“失敗”してしまったときのことを考えると、これはこれで良かったのかもしれない。今にして思えば、鮎川まどかは原作と、アニメの鶴さんの声のまどかが“最高”なのだから。」と振り返っている[108]。